# Invasión rusa a Ucrania
La invasión rusa a Ucrania, también conocida como la guerra de Ucrania, iniciada el 24 de febrero de 2022, constituye una escalada de la guerra ruso-ucraniana que comenzó tras los sucesos del Euromaidán en 2014. Se trata del mayor conflicto militar convencional en Europa desde la Segunda Guerra Mundial. La cifra precisa de víctimas se desconoce; se estima que hasta mediados de 2025, había causado la muerte de más de 15 000 civiles ucranianos y más de 200 000 soldados entre ambos bandos. Los combates también han generado la mayor crisis de refugiados en el continente desde la Segunda Guerra Mundial: más de 7,3 millones de ucranianos han abandonado el país y más de 7,1 millones se han desplazado internamente. Además, la guerra ha causado daño ambiental significativo y ha puesto en peligro la disponibilidad de alimentos a nivel mundial.
La invasión estuvo precedida por una concentración militar rusa en las fronteras de Ucrania, que dio comienzo a mediados de 2021. Durante este periodo de tensión diplomática, el presidente ruso Vladímir Putin criticó la ampliación de la OTAN posterior a 1997 mientras negaba repetidamente que Rusia tuviera planes de invadir Ucrania. No obstante, el 21 de febrero siguiente, Rusia reconoció a la República Popular de Donetsk y a la República Popular de Lugansk, dos estados autoproclamados en la región de Dombás, al este de Ucrania, y envió tropas a esos territorios. Al día siguiente, el Consejo de la Federación de Rusia autorizó por unanimidad a Putin a utilizar la fuerza militar fuera de las fronteras de Rusia. El 24 de febrero, Putin anunció —en un mensaje televisado— una «operación militar especial» en las provincias de Donetsk y Lugansk; los misiles empezaron a impactar en diversos puntos de Ucrania, mientras las fuerzas terrestres rusas cruzaban la frontera, dando inicio a múltiples ofensivas.
En los frentes sur y sureste, los rusos tomaron Jersón en marzo de 2022 y Mariúpol el mes siguiente, mientras abandonaron la campaña de Ucrania central y lanzaron una renovada batalla del Dombás. Las fuerzas rusas continuaron bombardeando objetivos militares y civiles lejos de la línea del frente, incluida la red de energía durante el invierno. A fines de 2022, Ucrania retomó territorios mediante contraofensivas en el sur y el este. Poco después, Rusia anunció la anexión de cuatro provincias parcialmente ocupadas tras realizar referéndums criticados por la comunidad internacional. En noviembre, Ucrania retomó partes del Óblast de Jersón. En febrero de 2023, Rusia movilizó a cerca de doscientos mil soldados para una nueva ofensiva en el Dombás. En junio de 2023, Ucrania lanzó otra contraofensiva en el sureste que no logró ninguno de sus objetivos, a la par que Rusia sufría una rebelión por parte del grupo mercenario Wagner. En agosto de 2024, Ucrania llevó a cabo una incursión en el óblast ruso de Kursk, aunque las fuerzas rusas y norcoreanas recuperaron el territorio conquistado en cuestión de meses.
La invasión fue condenada por una parte importante de la comunidad internacional. La Asamblea General de las Naciones Unidas aprobó la Resolución ES-11/1 condenando la invasión y exigiendo la retirada total de Rusia. La Corte Internacional de Justicia ordenó a Rusia suspender las operaciones militares tras no encontrar evidencia que respaldase las acusaciones rusas a Ucrania de genocidio en el Dombás, y el Consejo de Europa expulsó al país. Numerosos gobiernos occidentales, entre los que destacan la Unión Europea y los Estados Unidos, impusieron sanciones a Rusia y su aliado Bielorrusia, y proporcionaron ayuda humanitaria, económica y militar a Ucrania. Más de mil empresas abandonaron Rusia y Bielorrusia en respuesta a la invasión. La Corte Penal Internacional (CPI) abrió una investigación sobre posibles crímenes contra la humanidad, crímenes de guerra, secuestro de niños y genocidio, emitiendo una orden de arresto contra Putin en marzo de 2023.
Durante la guerra se produjo una evolución rápida en las tácticas de combate y las armas, así como notables campañas de desinformación. Desde el comienzo de la guerra ruso-ucraniana, se llevaron a cabo múltiples ciberataques. Los drones aéreos alcanzaron un papel protagonista, llegando en 2025 a ser los causantes del 70% de las bajas en el campo de batalla, a la par que se utilizaron tecnologías en desarrollo como armas de energía dirigida para provocar interferencias en los robots militares.

## Terminología
A pesar de las dimensiones del conflicto, el gobierno ruso lo ha denominado desde el principio como «operación militar especial en Ucrania» (en ruso: специальная военная операция на Украине, romanización spetsiálnaya voyénnaya operátsiya na Ukraíne), evitando los términos de «guerra» o «invasión». Esta expresión fue empleada por primera vez por Vladímir Putin el 24 de febrero de 2022 en su discurso que dio inicio a la invasión. Uno de los motivos para la censura por parte de la Agencia federal rusa responsable de controlar los medios de comunicación (Roskomnadzor) fue la calificación de las acciones rusas como un «ataque», «invasión» o «declaración de guerra».
Desde el punto de vista opuesto, algunos medios occidentales antirrusos denominaron la contienda como la «guerra de Putin», personalizando la responsabilidad de su desencadenamiento en el presidente ruso. Las potencias aliadas de Ucrania han utilizado el término «guerra de Rusia contra Ucrania» (Departamento de Estado de los EE. UU., Consejo de la Unión Europea). Para 2024, la mayoría de medios de comunicación occidentales designaban la contienda bien como «guerra de Ucrania» o «guerra en Ucrania» (BBC, Le Monde, Euronews) o bien como «guerra ruso-ucraniana» o «guerra Ucrania-Rusia» (New York Times, El Periódico, El Mundo). Algunos autores ucranianos, sin embargo, prefieren usar el término «guerra ruso-ucraniana» para referirse a todo el conflicto entre estos países desde 2014.
Por su parte, los documentos oficiales de la Rada Suprema (parlamento ucraniano) hablan de la «agresión armada de la Federación de Rusia contra la soberanía de Ucrania». En este sentido, organizaciones internacionales como la ONU y parlamentos como el Congreso de los Estados Unidos o el Parlamento Europeo han considerado el conflicto como una «agresión rusa contra Ucrania». No obstante, António Guterres, secretario general de la ONU, le dijo a Putin que las acciones de Rusia en Ucrania son consideradas una «invasión».

## Antecedentes

### Revolución naranja
La Revolución Naranja (en ucraniano: Помаранчева революція, Pomaráncheva revolyutsiya) consistió en una serie de protestas y acontecimientos políticos que tuvieron lugar en Ucrania desde finales de noviembre de 2004 hasta enero de 2005. Estas protestas ocurrieron en el contexto de las elecciones presidenciales, en las que hubo fuertes acusaciones de corrupción, intimidación de votantes y fraude electoral directo. Kiev, la capital ucraniana, fue el punto focal de la campaña del movimiento de resistencia civil en el que participaron miles de manifestantes diariamente. A nivel nacional, la «revolución» se caracterizó por una serie de actos de desobediencia civil y huelgas generalizadas organizadas por el movimiento de oposición.
Las protestas fueron incentivadas por los informes de diversos observadores nacionales y extranjeros, así como por la percepción por la oposición de que las autoridades amañaron los resultados de la votación del 21 de noviembre de 2004 entre los candidatos Víktor Yúshchenko y Víktor Yanukóvich a favor de este último. Las protestas nacionales se llevaron a cabo después de que se anularan los resultados de la contienda original, y el Tribunal Supremo de Ucrania ordenó convocar nuevas elecciones para el 26 de diciembre de 2004. Bajo un intenso escrutinio por parte de observadores domésticos e internacionales, la segunda contienda se declaró «libre y justa». Los resultados finales revelaron una clara victoria para Yúschenko, que recibió un 52 % de los votos, comparado con un 44 % de Víktor Yanukóvich. Yúshchenko fue declarado como el ganador oficial con su inauguración el 23 de enero de 2005 en Kiev, con lo que se dio fin a la Revolución Naranja.

### Euromaidán

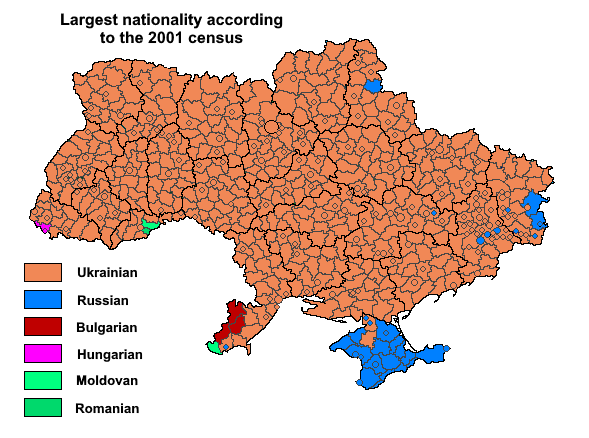
Etnias mayoritarias por distrito en Ucrania en 2001. Naranja ucranianos, azul, rusos.

| Datos de 2001                                                                        | Datos de 2001 |
| ------------------------------------------------------------------------------------ | ------------- |
| Sebastópol obtuvo el porcentaje más alto (90.6 %), seguido por Crimea con un 77.0 %. |               |
| Datos de 2005                                                                        |               |
| Crimea: 97 % de toda la población                                                    |               |
| Óblast                                                                               |               |
| Dnipropetrovsk                                                                       | 72 %          |
| Donetsk                                                                              | 93 %          |
| Zaporizhia                                                                           | 81 %          |
| Lugansk                                                                              | 89 %          |
| Mikoláyiv                                                                            | 66 %          |
| Odesa                                                                                | 85 %          |
| Járkov                                                                               | 74 %          |

Se conoce como Euromaidán (en ucraniano, Євромайда́н, Yevromaidán; «Europlaza») a una serie de manifestaciones y disturbios heterogéneos iniciada el 21 de noviembre de 2013 con grandes protestas en la Plaza de la Independencia en Kiev. Las protestas, de índole europeísta, independentista y nacionalista, se desencadenaron a raíz de la repentina decisión del presidente Viktor Yanukóvich de suspender el Acuerdo de Asociación entre la Unión Europea y Ucrania y fortalecer sus lazos con Rusia. Tras aprobar, por abrumadora mayoría, el parlamento ucraniano la ratificación del Acuerdo con la UE, Rusia habría presionado a Kiev para que lo rechazara. Los manifestantes se opusieron a lo que consideraban corrupción gubernamental generalizada, abuso de poder y violaciones de los derechos humanos. La organización no gubernamental Transparencia Internacional denunció a Yanukóvich como el principal ejemplo de corrupción en el mundo. La violenta dispersión de los manifestantes el 30 de noviembre de 2013 provocó aún más indignación en la población. El Euromaidán precipitó la renuncia del presidente el 22 de febrero de 2014 y significó el origen de la guerra ruso-ucraniana.
Tras la huida del presidente de Ucrania Víktor Yanukóvich en dirección desconocida el 21 de febrero de 2014, la Rada Suprema destituyó del cargo a Yanukóvich por «el abandono de sus funciones constitucionales». El 23 de febrero de 2014, el jefe del grupo parlamentario del Partido de las Regiones que lideraba Yanukóvich, Oleksandr Yefrémov, responsabilizó a Yanukóvich del saqueo del país y del derramamiento de sangre.
Sin embargo, sorprendentemente, el Gobierno ucraniano, encabezado por Mikola Azárov, publicó el 21 de noviembre de 2013 una nota oficial en la que informaba que el proceso de preparación de la firma del acuerdo quedaba «suspendido». Las razones esgrimidas fueron la caída en la producción industrial y el mantenimiento de relaciones con los países de la Comunidad de Estados Independientes. Yanukóvich asistió a la cumbre de la UE los días 28 y 29, tal como estaba previsto antes de la suspensión unilateral, pero solo para declinar la última oferta europea, de 600 millones de euros, por considerarla «humillante». Por su parte, Azárov reprochó a la UE y al Fondo Monetario Internacional la falta del apoyo económico que hubiera compensado el «divorcio comercial» con Rusia, a la vez que admitía que había sido Moscú quien había conminado a Kiev a no sellar el pacto.

### Primera fase de la guerra ruso-ucraniana
La primera fase de la guerra ruso-ucraniana se refiere al periodo comprendido entre 2014 y 2015 en los inicios de dicho conflicto. Tras esta etapa se desarrolló una fase de alto el fuego a la que siguió un recrudecimiento del conflicto a partir de febrero de 2022. Inicialmente se trató de una crisis diplomática internacional que sobrevino en febrero de 2014 tras la destitución del presidente ucraniano Víktor Yanukóvich como resultado de las protestas del Euromaidán —realizadas principalmente en las zonas occidental y central del país para apoyar el acercamiento hacia la Unión Europea— que fueron rechazadas por comunidades rusófonas de la zona suroriental del país, compuestas en su mayoría por ucranianos rusófonos y rusos étnicos.
Consecuentemente, el parlamento asumió el poder Ejecutivo y propuso derogar la ley sobre la cooficialidad de los idiomas de las minorías a nivel municipal y provincial. Como respuesta, diversos grupos prorrusos se manifestaron en contra del nuevo gobierno nacional y proclamaron sus anhelos de estrechar sus vínculos (o inclusive integrarse) con Rusia. Estas protestas se concentraron en Crimea y algunas óblast en la zona fronteriza entre Rusia y Ucrania donde se produjeron una serie de revueltas militares, incluyendo tanto tropas locales como tropas rusas. En medio del levantamiento, las autoridades de Crimea convocaron a un referéndum para el 16 de marzo siguiente con el propósito de adherirse a la Federación Rusa.
Tras el pedido del gobierno de Crimea a Rusia, el Consejo de la Federación aprobó un envío de tropas que (según las autoridades del país) tenía como objetivo garantizar la integridad de los habitantes de Crimea y las bases rusas estacionadas allí, hasta que se normalizara la situación sociopolítica. Ello favoreció la Declaración de Independencia de Crimea y Sebastopol que condujo a la proclamación de la República de Crimea —reconocida solo por Rusia— previo restablecimiento de la constitución de 1992 que consideraba al territorio como soberano —aunque delegaba algunas competencias a Ucrania— con una ciudadanía y una policía propias. El proceso finalmente condujo a la adhesión de Crimea a Rusia que fue oficializada el 18 de marzo de 2014, aunque no contó con el reconocimiento del gobierno ucraniano.
Pese al apaciguamiento alcanzado en Crimea, la situación degeneró en el Dombás donde las fuerzas separatistas de las autoproclamadas Repúblicas Populares de Donetsk (RPD) y Lugansk (RPL) se enfrentaron al gobierno de Ucrania agravando la guerra en esta región. El 11 de mayo de 2014, ambas repúblicas celebraron referéndums ilegítimos bajo la legislación ucraniana sobre su estatus político en los territorios controlados por los separatistas que resultaron en una proclamación de independencia de las regiones en cuestión mientras que los combates continuaron a pesar de los intentos por detenerlos. Una llamada telefónica entre líderes separatistas admitiendo la manipulación de la votación y acordando el resultado de los referéndums fue filtrada por la Inteligencia ucraniana. No obstante, el 15 de febrero de 2015 —con la entrada en vigencia del acuerdo Minsk II— se inició un alto el fuego incondicional.

### Relaciones Rusia-Unión Europea desde 2012
Las relaciones Rusia-Unión Europea desde 2012 es un término que hace referencia a las relaciones entre ambas partes a partir del tercer mandato presidencial de Vladímir Putin en Rusia. Durante este periodo, iniciado en mayo de 2012, las relaciones bilaterales se han visto afectadas principalmente por la guerra ruso-ucraniana que desde 2014 ha originado una serie de sanciones de la UE hacia Rusia, en medio de una asociación económica en la que el sector energético representaba un factor de vital importancia al ser Rusia el mayor proveedor para la Unión Europea hasta agosto de 2023. Adicionalmente las sanciones impuestas por la UE a partir de la invasión rusa de Ucrania en 2022 provocaron un cambio en la actitud de Putin, donde la UE pasó de ser el principal mercado para sus exportaciones energéticas a estar en la lista de países hostiles hacia Rusia que amenazan la seguridad del país.
El principal punto de conflicto entre la UE y Rusia es la influencia que puede ejercer cada parte sobre diversos países de la Europa Oriental (Armenia, Azerbaiyán, Bielorrusia, Georgia, Moldavia y Ucrania). Es así que mientras Rusia recurre a dispositivos económicos, militares y no militares, para mantener a estos países en su esfera de influencia, la UE apoya ocasionalmente la integración de los mismos en las actividades occidentales, apostando por la cooperación dentro del marco de la Política Europea de Vecindad.
La primera fase de la guerra ruso-ucraniana —entre 2014 y 2015— se originó en la cuestión sobre el Acuerdo de Asociación entre Ucrania y la Unión Europea que llevó a los disturbios heterogéneos de índole europeísta y nacionalista del Euromaidán. Posteriormente, la UE condenó la intervención rusa en Ucrania —adhesión de Crimea a Rusia y guerra del Dombás— y suspendió el diálogo sobre las cuestiones relativas a la política de visados y las negociaciones sobre un nuevo acuerdo bilateral. Desde entonces la Unión aplica un enfoque de doble vía que combina sanciones con intentos de encontrar una solución al conflicto en Ucrania.

## Preludio de la invasión
El preludio de la invasión rusa de Ucrania refiere a los acontecimientos desarrollados a partir de marzo de 2021 en el marco de la guerra ruso-ucraniana y que desembocaron en la entrada de las Fuerzas Armadas de Rusia en territorio de la vecina Ucrania el 24 de febrero de 2022. 
Entre marzo y abril de 2021 Rusia reunió alrededor de 100 000 soldados, misiles y otras armas pesadas cerca de su frontera con Ucrania, lo que representó la mayor movilización de fuerzas desde la anexión de Crimea por parte de ese país en 2014. Esto generó preocupaciones sobre una posible invasión, si bien las tropas se retiraron parcialmente en junio siguiente. Entre octubre y diciembre del mismo año se avivó la crisis, con un despliegue de fuerzas rusas en la frontera con Ucrania que llegó a 175 000 soldados en Rusia y en Bielorrusia según la inteligencia estadounidense.
En el otoño de 2021, Rusia presentó dos borradores de tratados que contenían solicitudes de lo que denominó «garantías de seguridad», que incluían una promesa jurídicamente vinculante de que Ucrania no se uniría a la Organización del Tratado del Atlántico Norte (OTAN). También pedían una reducción de las tropas y del equipo militar de la OTAN estacionados en Europa del Este, y amenazó con una respuesta militar no especificada si esas demandas no se cumplían en su totalidad. La OTAN rechazó estas solicitudes.  Estados Unidos y la Unión Europea advirtieron a Rusia de sanciones económicas «rápidas, severas y masivas» en caso de que finalmente invada Ucrania.
Entretanto, Estados Unidos publicó información de inteligencia sobre los planes de invasión rusos, incluidas fotografías de satélite que mostraban tropas y equipos rusos cerca de la frontera con Ucrania. Estados Unidos continuó publicando informes que predijeron los planes de invasión. Durante estos acontecimientos, el gobierno ruso negó repetidamente que tuviera planes para invadir o atacar Ucrania; quienes emitieron las negativas incluían al portavoz de Putin, Dmitri Peskov, en noviembre de 2021, al viceministro de Relaciones Exteriores, Serguéi Riabkov, en enero de 2022, al embajador ruso en los Estados Unidos, Anatoly Antonov, el 20 de febrero de 2022, y al embajador ruso en la República Checa, Aleksandr Zmeyevski, el 23 de febrero de 2022.

### Acusaciones rusas de genocidio en el Dombás
Las acusaciones de genocidio en el Dombás por parte de Rusia son una serie de acusaciones contra el Gobierno ucraniano sobre supuestas acciones genocidas contra la población prorrusa del país, siendo esta una de las razones argüidas para justificar la invasión a Ucrania en 2022.

### Frontera entre Rusia y Ucrania
La frontera entre Rusia y Ucrania es el límite internacional que separa a la Federación de Rusia (miembro de la Comunidad de Estados Independientes) de la República de Ucrania. Formalmente existe desde la declaración de Independencia de Ucrania de la Unión Soviética, el 24 de agosto de 1991, si bien era un límite administrativo interno soviético durante gran parte del siglo XX. No obstante, tras la anexión de Crimea por Rusia en 2014 se creó de facto un litigio fronterizo entre ambos países.
La frontera perfila cinco óblasts (regiones) de Ucrania y cinco óblasts (provincias) de Rusia.

## Desarrollo de la contienda

Mapa animado de la invasión.

### Invasión
El mensaje de Vladímir Putin del 24 de febrero de 2022 constituye el punto de partida de la Invasión rusa de Ucrania. A las 05:30 hora de Moscú (UTC+3) de ese día, se emitió en los canales rusos un mensaje a la Nación en el que el presidente de Rusia informaba su decisión de lanzar una «operación militar especial» en el este de Ucrania ya que, en sus palabras, «Rusia no puede sentirse segura ante la amenaza ucraniana». Putin añadió que intentaría «desmilitarizar y desnazificar Ucrania», justificando la agresión militar con el objetivo de proteger a los habitantes de las autoproclamadas República Popular de Lugansk (RPL) y República Popular de Donetsk (RPD) —en la región predominantemente de habla rusa de Dombás— del supuesto genocidio por parte del gobierno ucraniano. En su discurso, Putin afirmó que no había planes para ocupar el territorio ucraniano y que apoyaba el derecho de los pueblos de Ucrania a la autodeterminación. Al final del discurso, Putin advirtió a terceros países que no interfirieran en el conflicto y dijo que «la respuesta de Rusia será inmediata y los llevará a consecuencias que nunca han experimentado en su historia», una frase que generó debate sobre su eventual referencia al uso de armas nucleares por parte de Rusia.

#### Frente de Ucrania central (Ofensiva de Kiev)

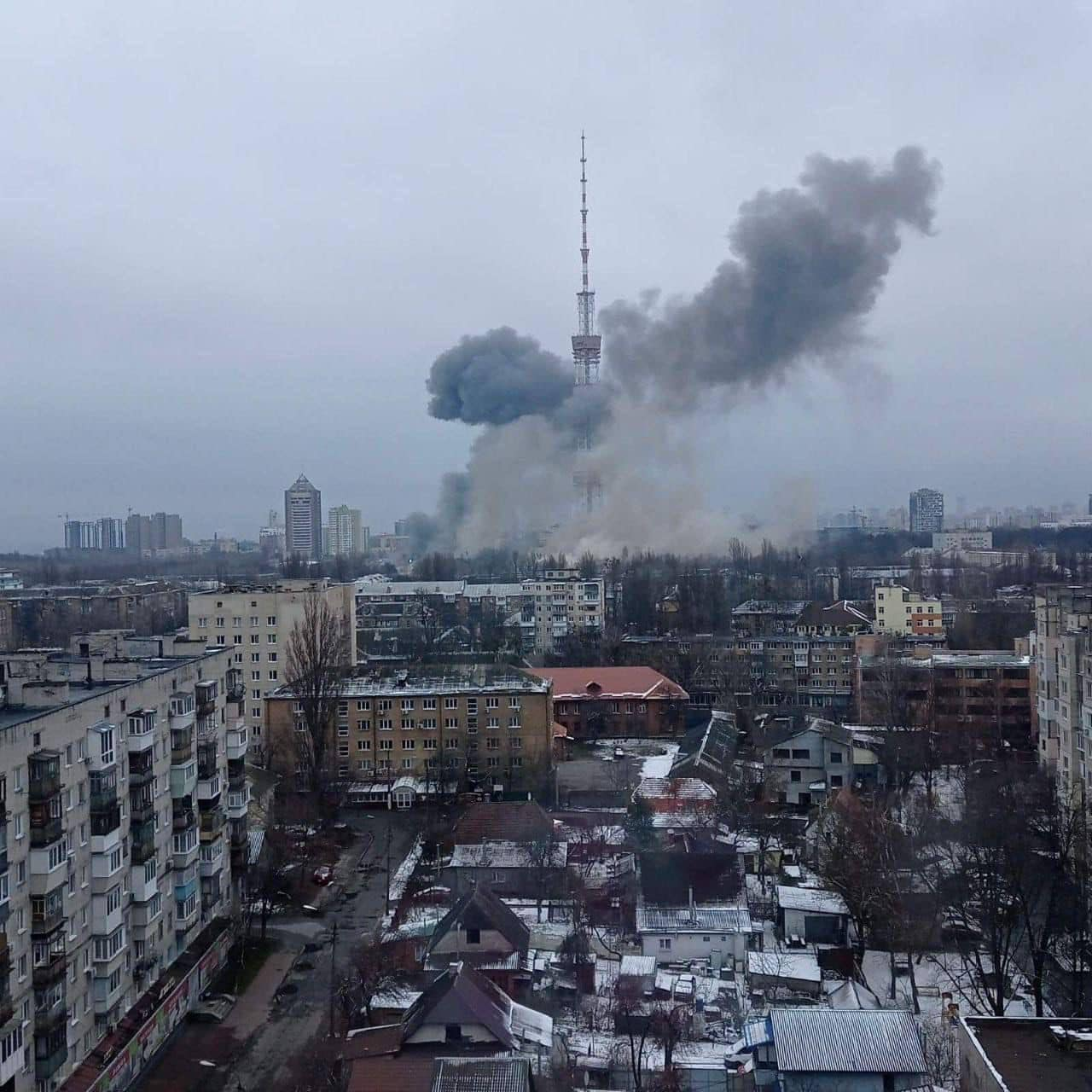
Bombardeo ruso a antenas de telecomunicación en Kiev, el 1 de marzo de 2022.

El frente central —dentro de la invasión rusa de Ucrania de 2022— fue un teatro de operaciones para el control de tres óblast (provincias) de esta región: Chernígov, Kiev y Sumy. Las capitales de dos de estas óblast están a menos de cien kilómetros de la frontera rusa a través de conexiones terrestres (Chernígov a 90 km y Sumy a 50 km).
Con el objetivo de tomar la capital del país, Kiev, la estrategia del ejército ruso en el norte de Ucrania se centró en una ofensiva desde la frontera bielorrusa a lo largo de la orilla occidental del río Dniéper con el objetivo de rodear la ciudad desde el oeste. En apoyo de la ofensiva principal, dos ejes de ataque dirigidos desde la frontera rusa sobre la orilla este del Dniéper, una occidental en dirección a Chernígov y otra oriental a Sumy, se lanzaban con el intento de cercar Kiev desde el noreste y el este.
En el primer día de invasión, las tropas rusas en marcha hacia Kiev tomaron el control de los pueblos fantasmas de Chernóbil y Prípiat, incluida la central nuclear de Chernóbil, donde el ejército ucraniano opuso una primera resistencia al avance ruso pesar de ser derrotado al final del día. Asegurada la Zona de exclusión de Chernóbil, la columna rusa alcanzó a primera de la hora de la mañana del día 25 de febrero la ciudad de Ivankiv, un suburbio al norte de Kiev, donde los ucranianos consiguieron frenar su avance al destruir el puente sobre el río Téteriv y presentar batalla a los rusos en la ciudad. Al mismo tiempo, las Fuerzas Aerotransportadas Rusas intentaban apoderarse de dos aeródromos estratégicos alrededor de Kiev: un asalto aerotransportado al Aeropuerto Antonov, situado al norte en Hostómel y que cayó finalmente en manos rusas el día 25, y otro desembarco en Vasylkiv, al sur de la capital, que fue finalmente repelido por el ejército ucraniano en la base aérea de la ciudad el día 26 de febrero. Estos ataques parecían haber sido un intento de Rusia de apoderarse rápidamente de Kiev y hacer caer al gobierno ucraniano presidido por Volodímir Zelenski, con Spetsnaz infiltrándose en la ciudad apoyados por operaciones aerotransportadas y un rápido avance mecanizado desde el norte, pero no tuvieron éxito, alargando la guerra más allá del plan de invasión inicial ruso.
Simultáneamente se iniciaron negociaciones de paz en Estambul encabezadas del lado ucraniano por David Arakhamia, líder del partido oficialista Servidor del Pueblo. Según Arakhamia, en esa ocasión se redactó un acuerdo de paz entre los negociadores ucranianos y rusos, por el cual Rusia se comprometía a poner fin a los combates si Ucrania aceptaba permanecer neutral y renunciar a su intento de unirse a la OTAN. Siempre según Arakhamia, los ucranianos no confiaban en que Rusia cumpliera con su propuesta, y pretendían garantías de seguridad. Asimismo, contó el líder ucraniano, el entonces primer ministro británico Boris Johnson viajó a Kiev en abril y alentó a Ucrania a no «firmar nada» con Rusia y «simplemente luchar». Johnson por su parte negó haber «saboteado» el acuerdo de paz y atribuyó tal afirmación a la «propaganda rusa».

#### Frente de Ucrania oriental

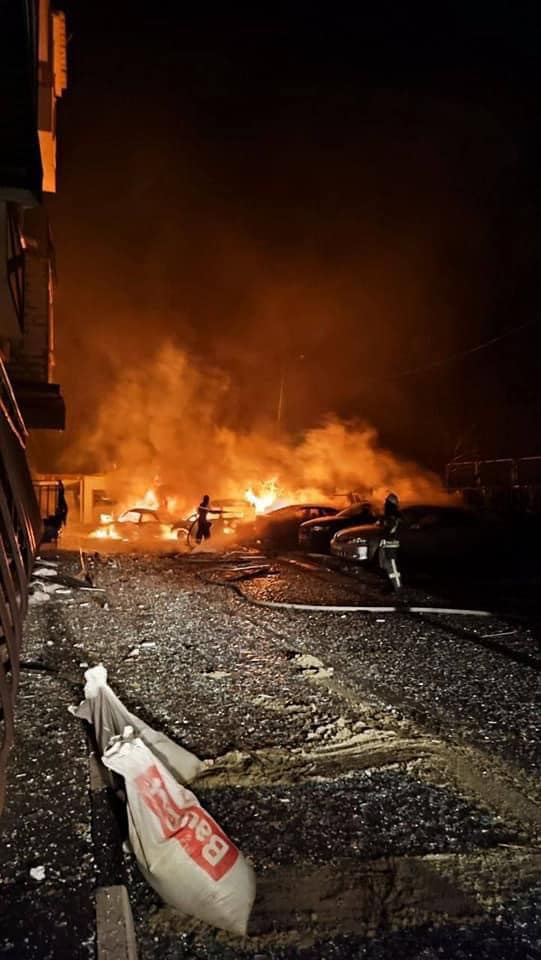
Bombardeo en las afueras de Járkov, 1 de marzo.

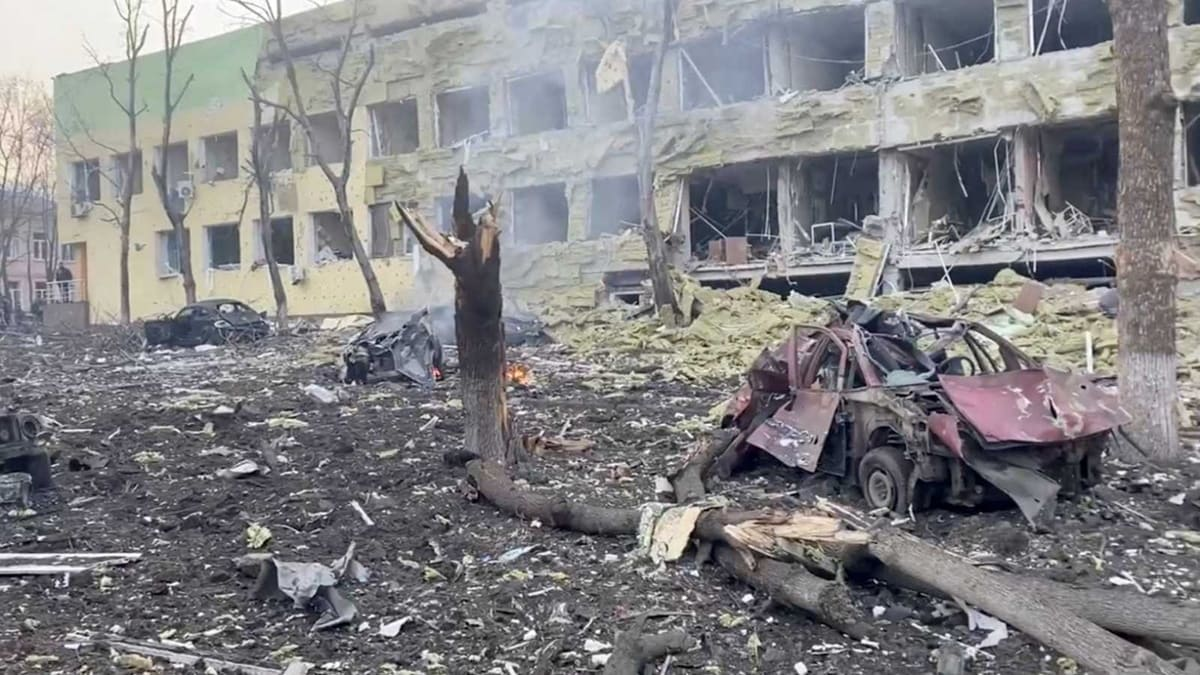
Ataque aéreo al hospital de Mariúpol.

Las operaciones iniciales probablemente consistieron en pequeñas operaciones de escaramuza que pretendían probar las defensas ucranianas, mientras que las campañas de bombardeo continúan destrozando las defensas ucranianas a lo largo de la línea del frente. La ofensiva toma lugar actualmente a lo largo de la línea Rubézhnoye - Izium - Guliaipole - Mariúpol con el objetivo de rodear a las tropas ucranianas en el Dombás y anexar la totalidad de las regiones de Donetsk y Lugansk a los cuasi-estados de la República Popular de Donetsk (RPD) y la República Popular de Lugansk (RPL), respaldados por Rusia. Dada su importancia estratégica, la ofensiva se ha comparado con la Batalla de Kursk (1943).
Sitio de Mariúpol
Para el 2 de marzo, las tropas rusas habían rodeado la ciudad y fueron cercando progresivamente a los defensores ucranianos. El 18 de abril, los soldados ucranianos ignoraron un ultimátum ruso para rendirse y decidieron luchar hasta el final. Rusia amenazó con acabar con quienes continuasen luchando. Un experto militar estimó que todavía podría haber entre 500 y 800 soldados ucranianos resistiendo dentro de la ciudad. El 21 de abril, el gobierno ruso anunció que habían tomado el control de la ciudad, aunque aún quedaban soldados ucranianos realizando una última defensa en la acería Azovstal.

#### Frente sur
En el frente sur, actuando desde el Mar de Azov, el Mar Negro y la península de Crimea, Rusia avanza hacia el norte bloqueando las posibilidades de respuesta de las fuerzas navales ucranianas en el mar de Azov. El 24 de febrero, las tropas rusas tomaron el control del canal de Crimea del Norte, lo que permitió a Crimea obtener suministros de agua para la península, de la que había estado aislada desde 2014. El ataque también avanzó hacia el este, hacia Mariupol, iniciando un asedio de la ciudad y uniendo el frente con las repúblicas independentistas de Dombás.

### Contraofensivas y anexiones

#### Contraofensiva del sur
La contraofensiva del sur de Ucrania de 2022, también llamada contraofensiva de Jersón, fue una ofensiva militar ucraniana desarrollada a partir del 29 de agosto de 2022 contra las fuerzas armadas rusas en los oblasts de Jersón y Nicolaiev, en el marco de la guerra de Ucrania.

#### Contraofensiva del este
La contraofensiva del este de Ucrania de 2022, también llamada contraofensiva de Járkov, fue una ofensiva de las Fuerzas Armadas de Ucrania en el territorio ocupado por la Federación de Rusia en Ucrania, que se lanzó el 6 de septiembre de 2022 dentro del marco de la guerra ruso-ucraniana.
En la tarde del 11 de septiembre, el Ministerio de Defensa de Rusia anunció la retirada formal de las fuerzas rusas de casi todo el óblast de Járkov, anunciando que «estaba en marcha una operación para reducir y transferir tropas».

#### Frente Dnipró-Zaporiyia
Durante la invasión rusa de Ucrania de 2022, la central nuclear de Zaporiyia se ha convertido en el centro de una crisis de seguridad nuclear en curso, descrita por Ucrania como un acto de terrorismo nuclear por parte de Rusia.

#### Anexión del sudeste de Ucrania por Rusia

Anexión del sudeste de Ucrania por Rusia.

La anexión de Donetsk, Lugansk, Jersón y Zaporiyia a Rusia es el proceso de incorporación de las autoproclamadas Repúblicas Populares de Donetsk y Lugansk, y los óblasts de Jersón y Zaporiyia —cuatro óblast (regiones) de Ucrania parcialmente ocupadas durante la invasión rusa de 2022— como sujetos federales de la Federación de Rusia. Ninguna de las provincias estaba totalmente bajo control ruso en el momento de la declaración, ni desde entonces. Aún limitándose a las áreas que entonces estaban bajo control ruso (unos 90 000 kilómetros cuadrados o el 15 % del territorio de Ucrania), la anexión es la mayor en Europa desde la Segunda Guerra Mundial.  
La anexión se produjo después de que días antes se celebraran referendos no reconocidos internacionalmente, organizados por las autoridades de ocupación rusas en territorios donde las hostilidades estaban en curso y gran parte de la población había huido.  Ocurrió siete meses después del inicio de la invasión y menos de un mes después del inicio de la contraofensiva ucraniana en Járkov. La ceremonia de firma se llevó a cabo en el Gran Palacio del Kremlin en Moscú en presencia de los jefes de las autoridades de ocupación Leonid Pásechnik, Denís Pushilin, Yevgueni Bálitski y Volodímir Saldo, y el presidente ruso Vladímir Putin. 

### 2023

#### Eje de Bajmut
La batalla de Bajmut fue una serie de enfrentamientos militares ocurridos entre 2022 y 2023 cerca de la ciudad de Bajmut en el marco de la guerra de Ucrania, entre las Fuerzas Armadas de Ucrania y las Fuerzas combinadas de Rusia y las Fuerzas Armadas Unidas de Nueva Rusia.
El asalto principal hacia la ciudad comenzó después de que las fuerzas rusas avanzaran desde la dirección de Popasna, luego de una retirada ucraniana de ese frente. La principal fuerza de asalto consistió principalmente en mercenarios de la organización paramilitar rusa Grupo Wagner, apoyados por tropas regulares rusas.
A fines de 2022, luego de las contraofensivas de Járkov y Jersón de Ucrania, el frente Bajmut-Soledar se convirtió en un foco importante de la guerra, siendo una de las pocas líneas de frente en Ucrania donde Rusia permaneció a la ofensiva. Los ataques a la ciudad se intensificaron cuando las fuerzas rusas asaltantes fueron reforzadas por unidades trasladadas desde el frente de Jersón, junto con reclutas recién movilizados. En ese momento, gran parte de la línea del frente se había convertido en el teatro de una guerra de trincheras posicional en la que ambos bandos sufrían un gran número de bajas sin avances significativos.  
Las tropas de Wagner fueron ganando terreno gradualmente, y, en febrero de 2023, capturaron territorio en el norte y el sur de Bajmut y amenazaron con un cerco, lo que obligó a las fuerzas ucranianas a retirarse lentamente. La batalla se convirtió entonces en una guerra urbana. En marzo de 2023, las fuerzas rusas capturaron la mitad oriental de la ciudad, hasta el río Bajmuta, y continuaron avanzando hacia las partes controladas por Ucrania. 
El 20 de mayo de 2023 la localidad quedó ocupada en su mayor parte por el grupo Wagner mientras que el control ucraniano quedaba reducido a una pequeña franja a lo largo de la autopista T0504. A continuación, el grupo Wagner cedió el control a las tropas regulares rusas. Unas semanas más tarde dio comienzo la anunciada contraofensiva ucraniana de primavera, que tuvo como uno de sus objetivos avanzar por los flancos de Bajmut para rodear la ciudad.
Aunque en un principio Bajmut carecía de importancia estratégica, la lucha por su control se convirtió en una de las batallas más cruentas y costosas de la guerra y objeto de campañas de propaganda por ambos bandos. El bando ruso comenzó a referirse al «bastión de Bajmut», catalogándolo como una fortaleza pertrechada durante 10 años (en referencia a la derrota en la lucha por esa población al comienzo de la guerra del Dombás); el bando ucraniano por su parte comenzó a utilizar Bajmut como ejemplo de la defensa numantina a la invasión, pues su situación a apenas 40 kilómetros de la línea de contacto de la guerra del Dombás, destacaba el poco avance ruso desde la invasión a gran escala.
Fuentes de mayor y menor credibilidad de ambos bandos empezaron a exponer números de bajas sufridas por los combatientes a unos niveles tan altos que la batalla empezó a ser conocida como «la picadora de carne». En junio de 2024 la BBC publicó un número de bajas estimado únicamente del grupo Wagner, utilizando los datos personales que Mediazona pudo recopilar de las bajas del grupo mercenario reconocidas por Prigozhin, publicando el número de 19.669 mercenarios muertos, de los cuales 17.175 se correspondían con convictos rusos sacados de la prisión a cambio de un contrato con la compañía mercenaria y 2.494 a mercenarios puros de Wagner. Se desconoce el número exacto de bajas tanto de las fuerzas armadas ucranianas como de las fuerzas armadas rusas y sus proxies de Donetsk y Lugansk, anexionadas al organigrama ruso en octubre de 2022, pero los analistas y medios occidentales calculan en cerca de 100.000 las bajas mortales totales rusas (incluyendo los 20.000 muertos de Wagner), aunque esto fue un lapsus de Joe Biden en una cumbre del G7 matizada más tarde por Antony Blinken que explicó que la información referida por Biden se trataba de bajas totales de Rusia en Ucrania (no sólo Bajmut) desde el anterior diciembre; la parte rusa por su lado ha llegado a elevar el número de bajas ucranianas a 120.000, de los que supuestamente 50.000 serían muertos y 70.000 serían heridos.

#### Contraofensiva ucraniana
La contraofensiva ucraniana de 2023 fue una operación militar estratégica llevada a cabo por parte de las Fuerzas Armadas de Ucrania, contra las fuerzas armadas de la Federación de Rusia y también milicias separatistas como parte de la guerra ruso-ucraniana; la contraofensiva comenzó el 4 de junio de 2023 y terminó en noviembre de 2023. Su objetivo principal era la toma de Melitópol, en la costa del mar de Azov. Los combates se desarrollaron principalmente en los óblasts de Donetsk y Zaporiyia.
La planificación de una ofensiva ucraniana comenzó en febrero de 2023, con la intención original de lanzarla en la primavera. Sin embargo, debido a varios factores, como factores meteorológicos adversos o demoras en la entrega de armamento y equipos de origen occidental a Ucrania, la retrasaron hasta junio. Durante ese tiempo, Ucrania siguió acumulando recursos militares e integrando armas occidentales cruciales, como los blindados M2 Bradley y tanques Leopard 2. La contraofensiva fue considerada, por analistas y medios de comunicación, como un momento crucial de la guerra.Por su parte, Rusia comenzó a prepararse para el ataque ucraniano desde noviembre de 2022, creando una amplia infraestructura defensiva de zanjas, trincheras, posiciones de artillería y minas terrestres.
En los primeros días de la operación, las tropas ucranianas se encontraron con defensas rusas bien establecidas, sufriendo numerosas bajas. Ignorando los consejos de la OTAN, de persistir en esos ataques de alta intensidad, las Fuerzas Armadas de Ucrania ralentizaron su avance, reconociendo cuidadosamente las defensas rusas y desminando el terreno. Tras cinco semanas de ataques, las fuerzas ucranianas habían conseguido capturar solo 282 km2 de territorio.En el punto de máxima penetración en las defensas rusas, en el sector de Orjiv, lograron avanzar solo 10 km en un frente estrecho y por tanto vulnerable.

#### Insurrección del Grupo Wagner
La rebelión del Grupo Wagner nombrado también marcha de la justicia (según Prigozhin), se desarrolló entre el 23 al 24 de junio de 2023, cuando Wagner, una entidad militar privada de origen ruso, se inmiscuyó en un enfrentamiento armado con las Fuerzas Armadas leales al Gobierno de la Federación de Rusia, a raíz de las tensiones en la retaguardia en aumento entre el líder de Wagner, Yevgueni Prigozhin, y el Ministerio de Defensa ruso en el contexto de la invasión rusa de Ucrania.
Prigozhin retrató la rebelión como una represalia, y alegó como una agresión hacia sus tropas por parte del citado ministerio. Descartó la argumentación del gobierno ruso relativa a la incursión rusa en Ucrania, responsabilizó al Ministro de Defensa ruso Serguéi Shoigú por los descalabros militares, y lo acusó de conducir la guerra en provecho de las élites rusas. Las fuerzas bajo el mando de Prigozhin tomaron la ciudad de Rostov del Don, que alberga una importante instalación militar, e informaron que progresaban en dirección a Vorónezh, luego a Lípetsk, con rumbo a Moscú.
En represalia, el Servicio Federal de Seguridad (FSB) inició un proceso penal contra Prigozhin por «incitar a un levantamiento armado». En una alocución televisada, el presidente Putin tildó las acciones de Wagner de «traición» y prometió erradicar la rebelión. Putin hizo un llamado a aquellos miembros de las fuerzas de Wagner que, «bajo engaño o amenazas, fueron arrastrados hacia una trama delictiva, impulsados por el sendero de un crimen grave: una sublevación armada».

### 2024

#### Batalla de Avdíivka
Tanto los ucranianos como los rusos reconocen que Avdiivka es un asentamiento clave necesario para el objetivo más amplio de Rusia de asegurar la totalidad del Dombás, ya que sirve como «puerta de entrada» a la ciudad de Donetsk.
Los medios de comunicación y observadores occidentales compararon la batalla de Avdiivka con la batalla de Bajmut, estableciendo paralelismos en cuanto a las condiciones del campo de batalla, las tácticas rusas y el número de bajas Los oficiales rusos se han referido a Avdiivka como una "fortaleza" debido a la cantidad de obras defensivas y posiciones fortificadas establecidas por las fuerzas ucranianas durante un período de diez años, con muchas posiciones ucranianas establecidas dentro de edificios de varios pisos que impiden cualquier asalto frontal sin que los atacantes sufran pérdidas significativas. La planta de coque de Avdiivka sirve como base de operaciones fortificada y depósito de armas repleto de escondites subterráneos y cimientos de hormigón, y algunos soldados ucranianos comparan su papel con el de la planta siderúrgica de Azovstal durante el asedio de Mariupol.
En febrero de 2024, las autoridades ucranianas declararon que ni un solo edificio de Avdiivka estaba intacto.
Las tropas ucranianas, comandadas por Oleksander Syrskyi en reciente sustitución de Valerii Zaluzhnyi, se retiraron el 17 de febrero de 2024 «para evitar ser sitiados y preservar la vida de los militares ucranianos». Se trata de la primera victoria rusa de importancia desde la conquista de Bajmut en mayo de 2023.

#### Ofensiva de Kursk
La ofensiva de Kursk o invasión ucraniana de Kursk fue una operación militar que inició el 6 de agosto de 2024 cuando las Fuerzas Armadas de Ucrania lanzaron una incursión en el óblast de Kursk en territorio ruso, alrededor de las 08:00 hora estándar de Moscú (UTC+3). 
Las unidades cruzaron desde el territorio de Ucrania y atacaron las aldeas de Nikoláievo-Dáryino y Oleshnya, defendidas solo por guardas fronterizos.
Se considera que el objetivo de la incursión fue atraer tropas rusas para frenar al ejército ruso en su avance sobre Pokrovsk, en el óblast de Donetsk y sobre Kúpiansk, en el óblast de Járkov.El gobierno ucraniano también afirmó que no se anexionaría el territorio conquistado, pero sí lo retendría indefinidamente como base en una hipotética negociación de paz con Rusia.

### Ataques con misiles y guerra aérea
La guerra aérea de la Invasión Rusa de Ucrania de 2022, también conocida como Guerra Aérea Ruso-ucraniana de 2022 se refiere a las operaciones aéreas militares tanto ofensivas como defensivas que se desarrollan entre las ramas de las Fuerzas Aeroespaciales Rusas (VKS) y la Fuerza Aérea de Ucrania y sus aliados de la OTAN. Las operaciones aéreas comenzaron el 24 de febrero de 2022 y aun se continúan desarrollando en 2024. La guerra aérea ha dado como resultados fuertes bajas para ambas ramas aéreas con la pérdida de aviones de combate, aviones de ataque a tierra, transporte, helicópteros y demás. 
El 25 de febrero de 2022, el ataque a la base aérea de Millerovo por parte de las fuerzas militares ucranianas se basó en misiles OTR-21 Tochka. Según funcionarios ucranianos, esto destruyó varios aviones de la Fuerza Aérea Rusa e incendió la base aérea. En el ataque al Aeropuerto Internacional de Zhitómir el 27 de febrero, se informó que Rusia usó sistemas de misiles 9K720 Iskander, ubicados en Bielorrusia, para atacar el aeropuerto civil de Zhitómir. Rusia perdió varios aviones el 5 de marzo, incluidos un Su-30SM, dos Su-34, dos Su-25, dos Mi-24/Mi-35, dos helicópteros Mi-8 y un avión no tripulado Orlan. El 6 de marzo, el Estado Mayor General de las Fuerzas Armadas de Ucrania informó que 88 aviones rusos habían sido destruidos desde que comenzó la guerra.
El uso de misiles como bombas de racimo y cohetes termobáricos por parte de Rusia fue seguido en junio por el anunció del envío de cohetes M142 HIMARS (guiados por GPS y con un alcance de hasta 80 km) como parte del apoyo de EE. UU. al gobierno ucraniano.
El 15 de noviembre de 2022, durante el ataque de Rusia a la red eléctrica ucraniana, los misiles cruzaron la frontera con Polonia, matando a 2 personas en Przewodów.
Rusia lanzó entre 85 y 100 misiles contra varias ciudades ucranianas. La reciente campaña de bombardeos estratégicos ha causado una grave escasez de electricidad y agua en varias ciudades. Según el Comando Operacional Sur de Ucrania, unidades ucranianas de cohetes y artillería atacaron posiciones rusas en la orilla izquierda del Río Dniéper y en el área del Kinburn Spit.
Según la Fuerza Aérea de Ucrania, 77 de los 96 misiles rusos fueron derribados. Un funcionario del Pentágono afirma que el plan ruso es agotar las defensas aéreas ucranianas. En un momento dado, unos 50 misiles estaban en combate "en cuestión de minutos" cerca de la frontera polaca. Los funcionarios ucranianos informan que la electricidad ya ha sido restaurada a "casi el 100%" de Ucrania. El presidente Zelenskyy dijo que aproximadamente la mitad de la infraestructura eléctrica ucraniana ha sido afectada y unos 10 millones de personas siguen sin electricidad.

Ataques rusos en Odesa
Los primeros ataques aéreos rusos contra Odesa ocurrieron el primer día de la invasión, temprano el 24 de febrero, contra almacenes en la ciudad. Un avión de combate Sukhoi Su-30 de la Fuerza Aérea Rusa fue derribado sobre Odesa durante los ataques aéreos iniciales. Los saboteadores rusos habían comenzado a operar en Odesa el 27 de febrero, ya que las autoridades ucranianas los detuvieron y confiscaron su equipo. Los trenes de evacuación comenzaron a sacar a los civiles de la ciudad hacia Chernivtsí y Úzhgorod el 2 de marzo, y otros trenes de evacuación operaron el 8 de marzo.
Varios buques de guerra rusos amarraron frente a la costa de Odesa para planear una invasión de la costa en esa área. Sin embargo, para el 28 de febrero, los barcos comenzaron a retirarse de la zona. Los marineros rusos reclutados a bordo de los barcos habían organizado un intento de motín contra los planes de invadir la costa de Odesa alrededor de la playa de Luzanivka, lo que obligó a abandonar la invasión planificada.
Los ataques rusos en Odesa se intensificaron hacia finales de marzo. Durante la mañana del 21 de marzo, los buques de guerra rusos reaparecieron en alta mar y comenzaron a bombardear objetivos en Odesa, incluido el puerto, antes de que la artillería costera ucraniana devolviera el fuego y los expulsara de regreso al Mar Negro. El 25 de marzo, las defensas aéreas ucranianas derribaron tres misiles de crucero sobre el Mar Negro que estaban en camino de atacar objetivos en Odesa y sus alrededores. Dos misiles de crucero rusos más fueron derribados frente a la costa de Odesa el 27 de marzo, aunque la ciudad posteriormente fue objeto de un fuerte fuego de mortero, según una declaración en Telegram de Sergei Bratchuk, portavoz de la administración militar de Odesa.

### Bloqueo y enfrentamientos navales

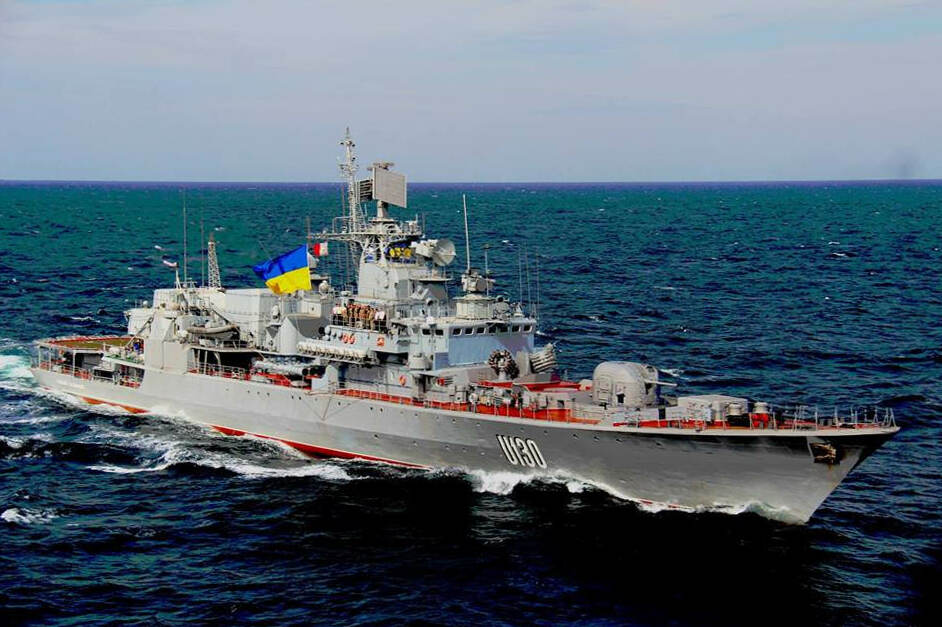
El 3 de marzo, la fragata ucraniana Hetman Sahaidachny (en la imagen), el buque insignia de la armada ucraniana, fue hundida en Mykolaiv para evitar que las fuerzas rusas la capturaran.

Campaña de la isla de las Serpientes
La campaña a la isla de las Serpientes fue un enfrentamiento militar que se desarrolló en la isla homónima entre las Fuerzas Armadas de Rusia y las Fuerzas Armadas de Ucrania, que tuvo lugar el 24 de febrero de 2022 durante la invasión de Ucrania, y cuyo resultado fue de la caída de la isla a manos de la Armada rusa y la captura de los trece guardias ucranianos.
Hundimiento del buque Moskvá
Hundimiento del submarino Rostov na Donu
El 13 de septiembre de 2023, el gobernador de Sebastopol designado por Rusia, Mikhail Razvozhaev, afirmó que el Astillero de Sebastopol, perteneciente a Sevmorzavod, fue alcanzado por un "ataque con misiles" ucraniano a las 2 de la mañana, provocando un gran incendio. El Ministerio de Defensa de Rusia afirmó que se dispararon diez misiles de crucero y siete derribados. En el ataque también participaron tres "drones marítimos", que supuestamente fueron todos destruidos. En el ministerio, "Como resultado del impacto de los misiles de crucero enemigos, dos barcos en reparación resultaron dañados". Al menos 24 personas resultaron heridas. Los barcos dañados fueron el barco de desembarco Minsk y el Rostov na Donu. Ucrania afirmó que los dos barcos "probablemente sufrieron daños irreparables", lo que el gobierno ruso negó y afirmó que serían reparados y volverían a estar en pleno estado operativo. Basándose en imágenes de fuente abierta, el Ministerio de Defensa del Reino Unido ha evaluado que el buque "probablemente ha sufrido daños catastróficos".
Hundimiento del buque Ivanovets
Del 31 de enero al 1 de febrero de 2024, durante la invasión rusa de Ucrania, en la rada del lago Donuzlav, el Ivanovets fue atacado por varios barcos no tripulados del tipo MAGURA V5. Recibió agujeros, incluso por la detonación de misiles antibuque, y se hundió. Podría haber más de 30 tripulantes a bordo. Rusia afirma que todos fueron evacuados; El Ministerio de Defensa ruso no hizo comentarios sobre los informes sobre el hundimiento del barco. Un vídeo tomado por uno de los drones marinos muestra el barco sumergiéndose en el agua con el morro hacia arriba. El ataque tuvo lugar a 12 kilómetros de Donuzlav y a 8 kilómetros del pueblo de Okunivka en la costa del Mar Negro.

### Amenaza nuclear
La amenaza nuclear por la invasión rusa de Ucrania se refiere a la posibilidad de que Rusia use un arma nuclear táctica y el riesgo subsiguiente de una escalada nuclear que involucre a la OTAN. Esta posibilidad de escalada ha sido ampliamente discutida por comentaristas y medios de comunicación, especialmente desde agosto de 2022. La discusión se vio intensificada después de que varios mandatarios rusos de alto rango, incluido el presidente Vladímir Putin y el ministro de Relaciones Exteriores Serguéi Lavrov, hicieran declaraciones percibidas como una amenaza de uso de armas nucleares.
En cuanto al empleo de bombas sucias, Rusia acusó en octubre de 2022 que la defensa ucraniana estaría pensando en usar estas armas, acusaciones que ha desmentido el gobierno ucraniano.

### Resistencia popular y colaboracionismo

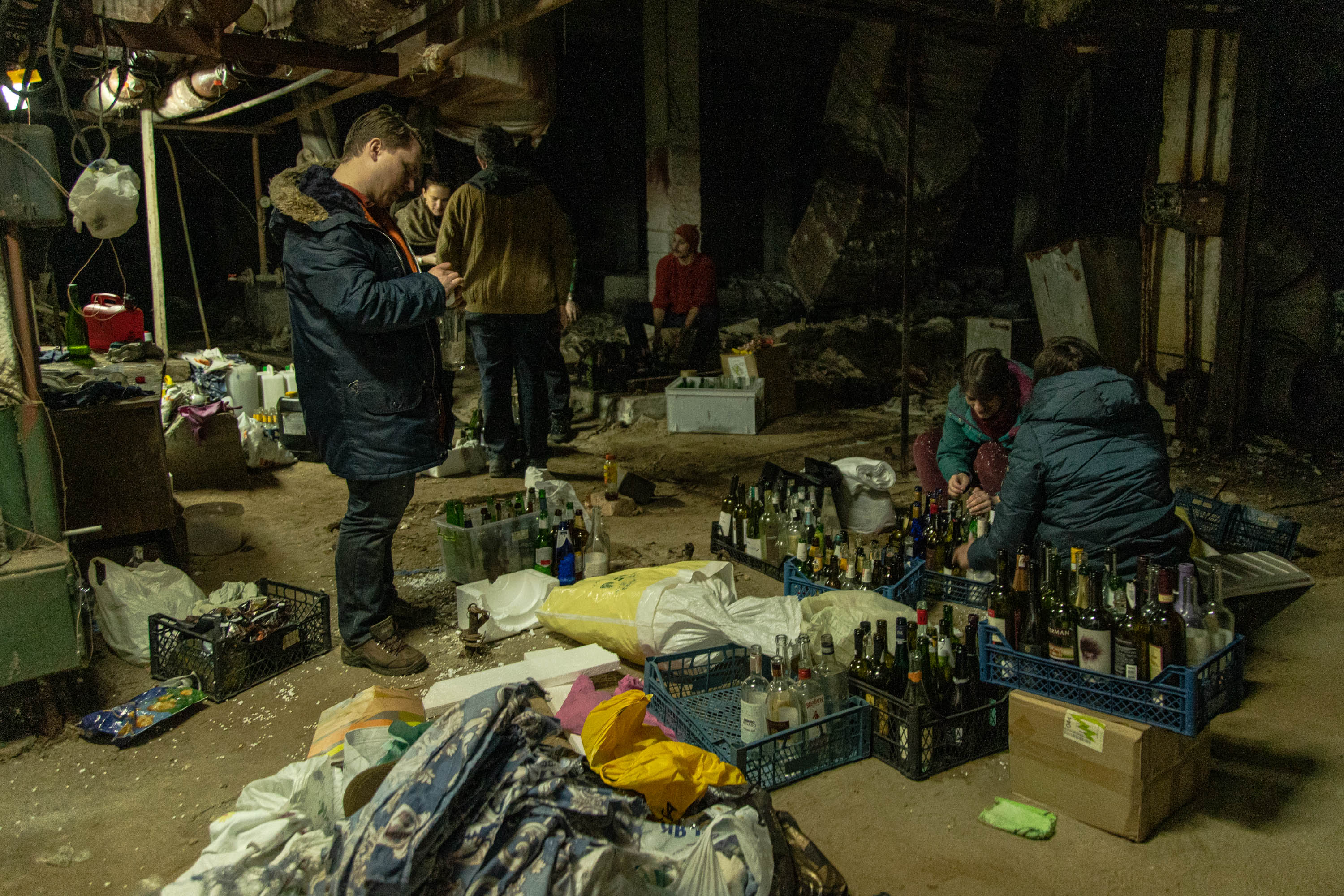
Civiles en Kiev preparan cócteles Molotov (febrero de 2022).

Los civiles ucranianos han resistido la invasión rusa de varias maneras; ofreciéndose como voluntarios para unirse a las unidades locales armadas de defensa territorial, fabricando cócteles molotov, donando alimentos, construyendo barreras como erizos checos y ayudando a transportar refugiados.
Se han empleado varias tácticas de resistencia civil desarmada en toda Ucrania. En respuesta a la llamada de la agencia de calles de Ucrania, Ukravtodor, los civiles desmantelaron o alteraron las señales de tráfico locales, construyeron barreras improvisadas y bloquearon las carreteras. Los informes de las redes sociales y los videos compartidos muestran protestas callejeras contra las fuerzas rusas en los asentamientos ocupados, que a menudo se convierten en altercados verbales y enfrentamientos físicos con las tropas rusas.
En algunos casos, las personas bloquearon físicamente los vehículos militares rusos, a veces obligándolos a retirarse. La respuesta de los soldados rusos a la resistencia civil desarmada varió desde la renuencia a enfrentarse a los manifestantes hasta disparar al aire o directamente a la multitud. Ha habido detenciones masivas de manifestantes ucranianos, y los medios locales ucranianos también han informado sobre desapariciones forzadas, simulacros de ejecución, toma de rehenes, ejecuciones extrajudiciales y violencia sexual perpetrada por el ejército ruso para intentar romper la resistencia ucraniana.

## Aspectos internacionales y apoyo militar

### Participación de Bielorrusia
Bielorrusia, un aliado cercano de Rusia y fronterizo con Ucrania, ha apoyado a su vecino del este en la invasión rusa de Ucrania en 2022. Antes del comienzo de la ofensiva, Bielorrusia permitió que las Fuerzas Armadas rusas realizaran ejercicios militares de semanas en su territorio, sin embargo, las tropas rusas no abandonaron el país después de que se suponía que debían terminar. Bielorrusia permitió que Rusia realizara parte de la invasión desde su territorio, dándole a Rusia la ruta terrestre más corta posible a la capital de Ucrania, Kiev.

### Acercamiento Corea del Norte-Rusia
La participación de Corea del Norte en la invasión rusa de Ucrania se refiere al papel que desempeña Corea del Norte en la guerra entre Rusia y Ucrania. En 2022 al inicio de la invasión rusa de Ucrania, Corea del Norte fue uno de los cinco países que votaron en contra de una resolución de las Naciones Unidas que condenaba la invasión. El mismo año Corea del Norte se convirtió en el tercer país (el segundo es Siria) en reconocer la independencia de los estados separatistas de las Repúblicas Populares de Donetsk y Lugansk en el este de Ucrania. En respuesta al reconocimiento, Ucrania puso fin a sus relaciones diplomáticas con Corea del Norte.
En septiembre de 2023, Kim Jong-un visitó Rusia en su primer viaje al extranjero desde 2019 (también a Rusia). La reunión duró más de cuatro horas en el cosmódromo Vostochni y se describió como la base de cómo se están alineando los intereses de los dos países. Durante la reunión, Kim volvió a dar su apoyo a la «lucha sagrada» de Rusia contra Occidente, expresando su «...apoyo a todas las medidas tomadas por el gobierno ruso, y [aprovecha] nuevamente esta oportunidad para afirmar que [él] ] siempre estará con Rusia». Cuando se le preguntó si Rusia ayudaría a Corea del Norte a construir satélites, presumiblemente a cambio de municiones, Putin dijo «por eso [ellos] vinieron aquí».
En junio de 2024, el presidente ruso Vladímir Putin visitó Corea del Norte por primera vez desde 2000, llegó a Pionyang y se reunió con el líder norcoreano Kim Jong Un. Putin expresó su agradecimiento por el apoyo de Corea del Norte a las acciones militares de Rusia en Ucrania y enfatizó su oposición mutua a las ambiciones occidentales, «para obstaculizar el establecimiento de un orden mundial multipolar basado en la justicia, el respeto mutuo de la soberanía y la consideración de los intereses de cada uno». El líder norcoreano Kim Jong Un expresó «pleno apoyo» a la guerra de Rusia en Ucrania y prometió vínculos estratégicos más fuertes con Moscú. La visita generó preocupaciones sobre posibles acuerdos de armas en los que Corea del Norte podría suministrar municiones a Rusia a cambio de ayuda económica y tecnología para mejorar su capacidad nuclear. Putin también discutió el desarrollo de sistemas comerciales y de pago independientes del control occidental y la ampliación de la cooperación en turismo, cultura y educación. La visita incluyó a varios altos funcionarios rusos, y se firmaron una serie de acuerdos incluyendo un «Acuerdo Integral de Asociación Estratégica».

### Respuesta de la Unión Europea

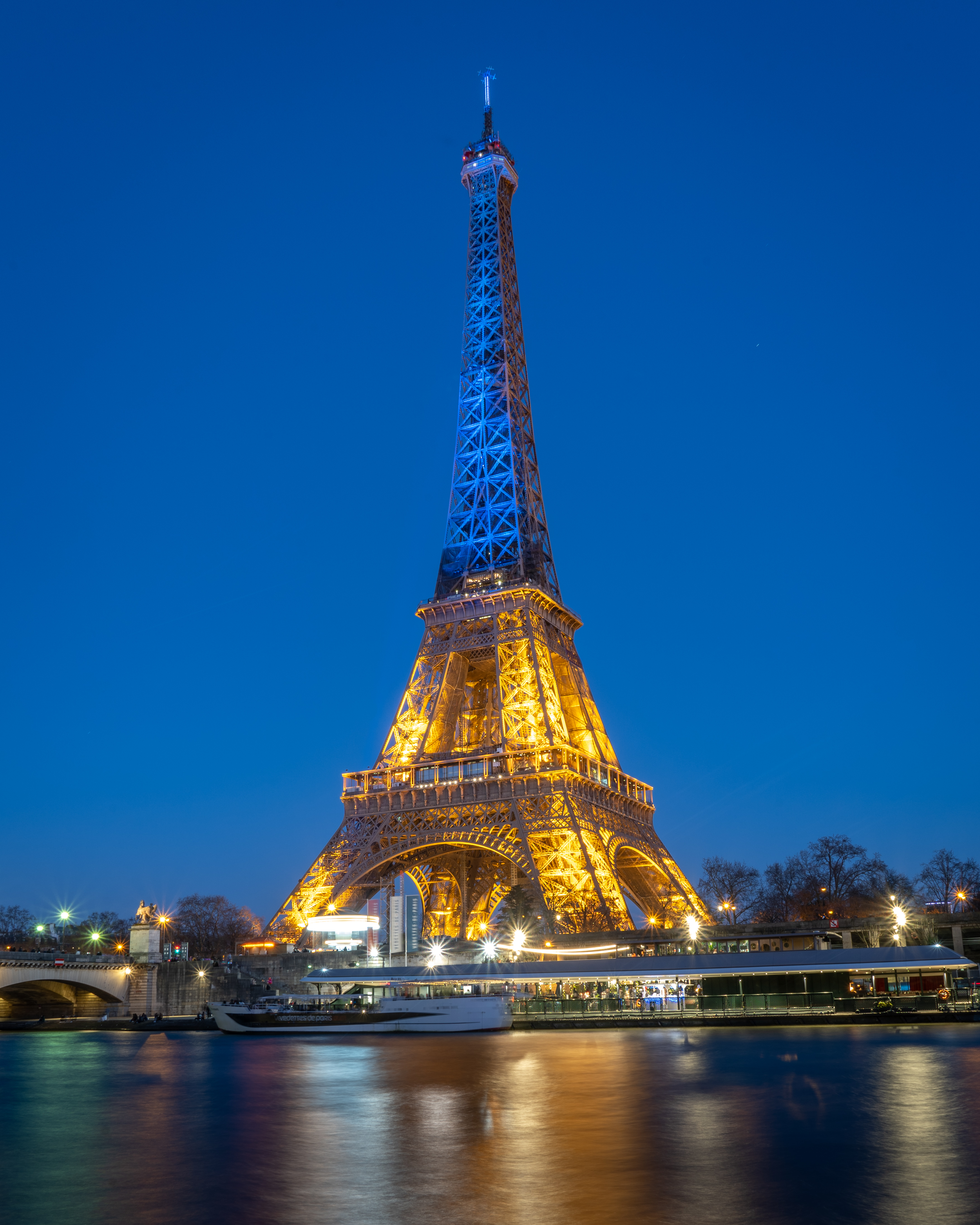
La Torre Eiffel iluminada con los colores de la bandera ucraniana como símbolo de solidaridad.

La respuesta de la Unión Europea a la invasión rusa de Ucrania hace referencia a las diferentes medidas adoptadas e impuestas por la Comisión Europea, el Consejo y el Consejo Europeo (Estados miembros) para sancionar económicamente a Rusia, contrarrestar los efectos de la agresión rusa iniciada en febrero de 2022 y apoyar económica y militarmente a Ucrania. Desde el inicio de la intervención militar, la UE y varios de sus aliados como Estados Unidos, decidieron aumentar las sanciones contra el gobierno ruso iniciadas en 2014 a fin de «paralizar» la capacidad rusa para «financiar su maquinaria de guerra» y dificultar su manejo de activos para obtener liquidez. Adicionalmente, varios gobiernos nacionales de los Estados miembros decidieron enviar armamento y ayuda económica al gobierno ucraniano mediante fondos nacionales y el Fondo Europeo de Apoyo a la Paz, así como facilitar la entrada de refugiados ucranianos a la Unión.
Desde el inicio de la invasión más de 7 millones de refugiados han huido hacia el territorio de la Unión Europea. En consecuencia, ya desde marzo de 2022, este flujo de personas —solo los nacionales ucranianos— se beneficia de la acogida dentro de la UE durante un máximo de tres años sin necesidad de solicitar asilo en el marco de la Directiva de Protección Temporal.
Por otra parte, con base en el Fondo Europeo de Apoyo a la Paz, el 28 de febrero de 2022 la Comisión dispuso la creación de una célula encargada de coordinar la compra de armamento para sostener al gobierno ucraniano. La Comisión también decidió movilizar el Centro de Satélites de la Unión Europea (EU SatCen) para prestar servicios de inteligencia a Ucrania. Para mayo de 2023, los Estados de la Unión habían comprometido ayuda militar, financiera y humanitaria a Ucrania por valor de 68.400 millones de euros, una cantidad muy similar a la de Estados Unidos.
Entre tanto el canciller alemán, Olaf Scholz, anunció un rearme del ejército de su país de proporciones nunca vistas desde el fin de la Segunda Guerra Mundial en Europa. Además, Alemania negó la certificación de gasoducto ruso-alemán Nord Stream 2 —que finalmente perjudicaría a Ucrania—, cuya construcción finalizó en 2021, pero que aún no había entrado en funcionamiento. El gasoducto fue volado en septiembre de 2022.

### Respuesta de los Estados Unidos

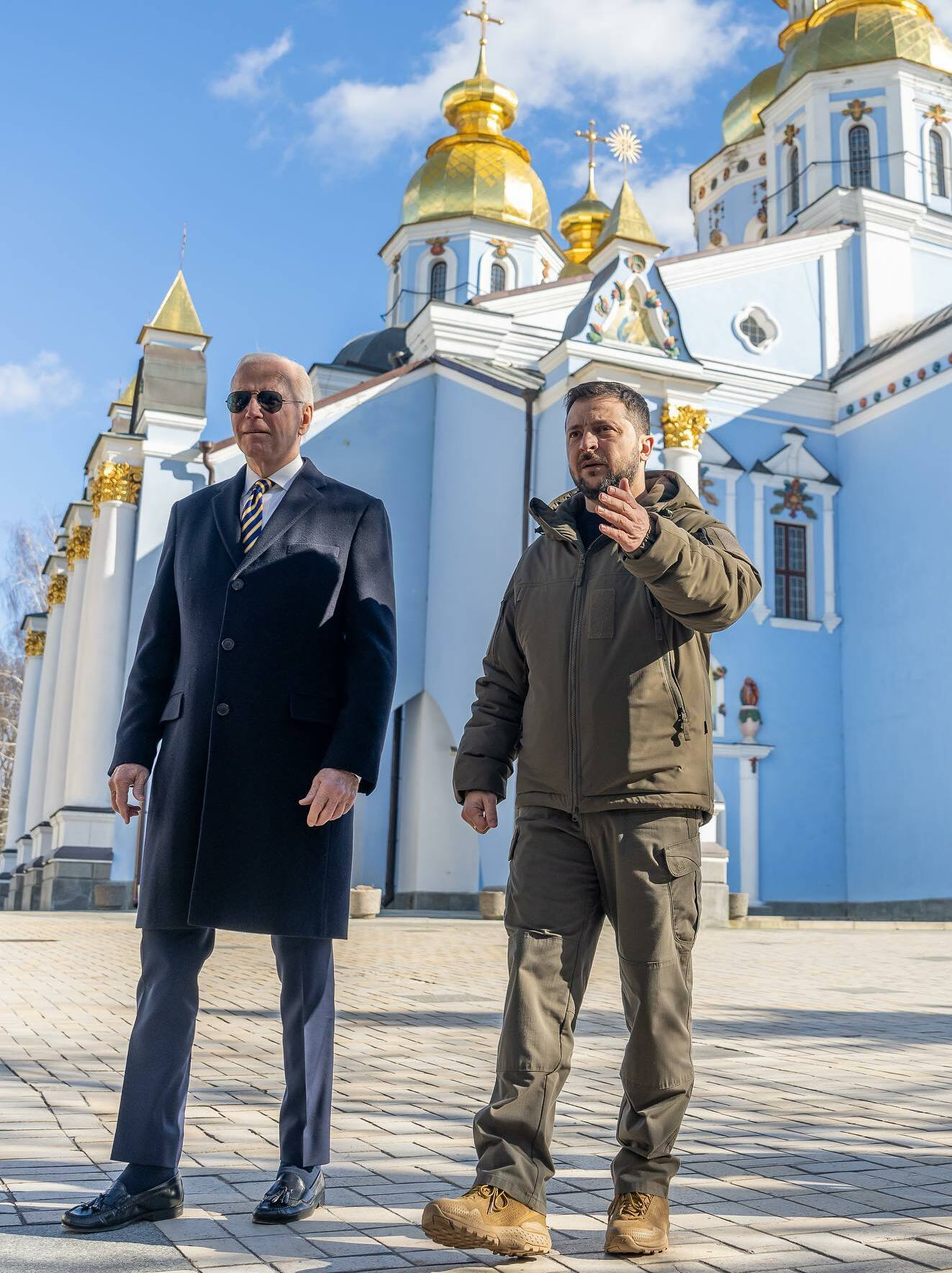
Joe Biden visitando Kyiv en 2023 durante la guerra ruso-ucraniana.

Estados Unidos tiene desplegados militares en Ucrania desde abril de 2014 para la capacitación de las fuerzas armadas ucranianas. La administración Obama puso límites estrictos al envío de material e inteligencia a Ucrania. A partir de 2018, sin embargo, Donald Trump autorizó la primera entrega de armas al ejército ucraniano, antitanques Javelin.
En diciembre de 2021, el Departamento de Defensa de los Estados Unidos proporcionó a Ucrania 60 millones de dólares de ayuda militar inmediata. En febrero de 2022, Antony Blinken autorizó otros 350 millones de dólares.
En enero de 2022, la CIA estadounidense informó al gobierno ucraniano en detalle de los planes rusos de invasión. El personal de la CIA permaneció en Ucrania cuando el resto de la embajada fue evacuada, el 12 de febrero de 2022, para seguir recopilando inteligencia y pasándosela al gobierno ucraniano. Según fuentes ucranianas y estadounidenses, la CIA ha construido doce bases secretas a lo largo de la frontera rusa que constituyen el «sistema nervioso» de las fuerzas armadas ucranianas: transmiten información sobre objetivos rusos a bombardear, monitorizan los movimientos rusos y dan apoyo a sus redes de espías.
En febrero de 2022, la administración Biden se fijó tres objetivos en la guerra: 1) que Ucrania sobreviviese como país independiente, democrático y con libertad para integrarse en Occidente; 2) preservar la unidad entre EE. UU. y sus aliados; 3) evitar un conflicto directo entre Rusia y la OTAN. Que Kiev recuperase los territorios ocupados por Rusia no formaba parte de los objetivos.
En marzo de 2022, el presidente Joe Biden consiguió del Congreso autorización para entregar 13 600 millones de dólares en ayuda a Ucrania y en abril solicitó 33 000 millones más, al estar casi agotada la primera entrega. Las armas entregadas o prometidas incluyeron baterías de artillería guiada, blindados, artillería antiaérea, munición, etc. Era la primera vez que Estados Unidos entregaba armas ofensivas a Ucrania. Para agosto de 2023, el total de armas, asistencia financiera y ayuda humanitaria entregada por EE. UU. a Ucrania ascendía a 111 000 millones de dólares.
A partir de abril de 2022, Estados Unidos estableció un centro de inteligencia en su base de Weisbaden (Alemania) desde la que la OTAN pasó a planificar y coordinar todos los lanzamientos de misiles y drones ucranianos así como sus ofensivas terrestres. Los estadounidenses se encargaban de identificar y seleccionar objetivos contra los que luego disparaban los ucranianos. Entre los ataques más sonados de 2022 destacan el hundimiento del Moskvá, el buque insignia de la Flota del Mar Negro de la Armada rusa, la destrucción de puentes de pontones rusos en Severodonetsk y los bombardeos del cuartel general del 58.º Ejército ruso de armas combinadas y del puerto de Sebastopol.
La siguiente escalada fue el envío por la administración Biden de cohetes guiados HIMARS a Ucrania. Todos los disparos se programaban desde Wiesbaden contra objetivos autorizados por Estados Unidos. Con el paso del tiempo, la administración Biden autorizó también la presencia de militares estadounidenses y agentes de la CIA en zonas de combate, así como bombardeos en el interior de Rusia.
En julio de 2023, el anuncio por la Casa Blanca de la entrega de bombas de racimo a Ucrania causó controversia porque la mayoría de la comunidad internacional prohíbe ese tipo de munición. Tras las derrotas ucranianas en su "contraofensiva de primera" y en la batalla de Bajmut, la administración Biden envió secretamente a Ucrania misiles de largo alcance ATACMS así como una treintena de militares estadounidenses a Kiev en misión de "consejeros".
Políticos estadounidenses han defendido la entrega de armas a Ucrania con el argumento de que crea empleo en Estados Unidos.
El día 17 de noviembre de 2024, según The New York Times y The Washington Post, Biden autorizó el uso de misiles estadounidense de largo alcance (ATACMS) en Ucrania. Sin embargo, esto no ha sido confirmado por la Casa Blanca o el Pentágono. 
Tras la derrota demócrata en las elecciones presidenciales de 2024, la administración Biden abandonó todas sus líneas rojas en su apoyo al gobierno de Kiev; entre otras, autorizó bombardeos de largo alcance con inteligencia y armas estadounidenses en territorio ruso, envió minas antipersona, permitió que los militares estadounidenses estacionados en Kiev se estableciesen en el frente de combate e impuso severas sanciones a la industria energética rusa, incluyendo a 200 buques petroleros y a la producción y exportación de GNL. También insistió hasta el final en que Ucrania llamase a filas a todos los varones jóvenes de 18 a 25 años, medida que el gobierno ucraniano rechazó sistemáticamente.
Para marzo de 2025, el gobierno estadounidense había enviado armas a Ucrania por valor de 66 500 millones de dólares. La lista incluía 10.000 antitanques Javelin, 3.000 antiaéreos portátiles Stinger, tres baterías antiaéreas Patriot, 76 tanques, 272 morteros, 40 HIMARS, 20 helicópteros Mi-17 y más de 500 millones de balas y granadas.
Tras el regreso de Donald Trump a la Casa Blanca hubo un punto de inflexión en las relaciones ucranianas-estadounidenses, pues desde su campaña electoral declaró que habría un cambio importante en la participación estadounidense en el conflicto; asimismo afirmó que quería redactar un tratado de paz entre Rusia y Ucrania, algo que generó polémica; también dijo que retiraría toda la ayuda militar estadounidense a Ucrania. La política de Trump se vio materializada el 28 de febrero de 2025, cuando Volodímir Zelenski asistió a una reunión con Trump en el Despacho Oval con la finalidad de firmar un tratado para que el gobierno ucraniano pagara con concesiones de sus depósitos de tierras raras la ayuda militar que le brindó Estados Unidos. Ahí ocurrió una confrontación, donde el presidente estadounidense acusó a Zelenski de mostrar nulo interés en resolver el conflicto y de no agradecer el apoyo estadounidense durante el conflicto. Como resultado, el presidente ucraniano se retiró de la Casa Blanca antes de firmar el tratado. Unos días antes del suceso, Trump había acusado a Zelenski de ser un «dictador» por no celebrar elecciones en Ucrania en más de 6 años, cosa que ocurre debido a que las leyes de Ucrania prohíben la realización de elecciones mientras esté la ley marcial vigente.
El Kremlin aseguró que la política de Trump estaba "alineada en gran medida" con la rusa en cuanto a Ucrania. Funcionarios rusos aplaudieron la postura de la administración de Trump, y el ministro de Asuntos Exteriores, Serguéi Lavrov, lo calificó como el «primer, y hasta ahora, único líder occidental» en reconocer lo que Moscú considera la verdadera causa de la guerra. Otras figuras del Kremlin, incluido el vicepresidente del Consejo de Seguridad de Rusia, aplaudieron a Trump por adoptar un tono más duro hacia Zelenski, llegando a calificar al líder ucraniano de «dictador».

### Combatientes extranjeros
El lanzamiento de la invasión rusa de Ucrania provocó un aumento significativo en la cantidad de combatientes extranjeros en la guerra. El gobierno ucraniano anunció el establecimiento de una legión extranjera oficialmente sancionada dos días después de su inicio, que había recibido un supuesto respaldo de algunos gobiernos occidentales después de declaraciones ambiguas de funcionarios. El Regimiento Kastuś Kalinoŭski bielorruso es una de las unidades más grandes del lado ucraniano. Además, militares de fuerzas especiales de varios países de la OTAN se encuentran presentes en Ucrania.

### Giro de Donald Trump
Tras su victoria, Trump llamó al presidente ruso Vladímir Putin para pedirle que no escalara la guerra ruso-ucraniana, expresando interés en resolver la guerra en una fecha posterior. Trump se reunió con Volodímir Zelenski durante la campaña y en la reinauguración de la catedral de Notre Dame.
En febrero, Trump expresó que buscaría resolver el conflicto diplomáticamente mediante acuerdos con Rusia. El 28 de febrero de 2025 el presidente Volodímir Zelenski en su visita a la Casa Blanca en el que tenía planeado firmar un acuerdo respecto a la extracción de minerales conjunta con el presidente Trump, terminó en una tensa discusión frente a los medios de comunicación sobre las posturas respecto a la guerra ruso-ucraniana y su posible final, con lo cual el acuerdo no fue firmado y se canceló el almuerzo conjunto por parte del anfitrión.
El Kremlin aseguró que la política de Trump estaba "alineada en gran medida" con la rusa en cuanto a Ucrania. Funcionarios rusos aplaudieron la postura de la administración de Trump, y el ministro de Asuntos Exteriores, Serguéi Lavrov, lo calificó como el «primer, y hasta ahora, único líder occidental» en reconocer lo que Moscú considera la verdadera causa de la guerra. Otras figuras del Kremlin, incluido el vicepresidente del Consejo de Seguridad de Rusia, aplaudieron a Trump por adoptar un tono más duro hacia Zelenski, llegando a calificar al líder ucraniano de «dictador». por no celebrar elecciones en Ucrania en más de 6 años, cosa que ocurre debido a que las leyes de Ucrania prohíben la realización de elecciones mientras esté la ley marcial vigente.
El 25 de febrero el parlamento ucraniano aprobó una resolución en la que declara que el país celebrará elecciones después de que «se garantice una paz completa, justa y sostenible» en el país en respuesta a la deslegitimación de Zelenski por parte de Rusia y Estados Unidos. Posteriormente Trump diría que no podía creer que llamó a Zelenski «dictador» en una reunión bilateral con Macron el 27 de febrero.
En 2019 Trump vendió a Ucrania armas más letales que las anteriores, incluidos misiles antitanque Javelin.

### Crímenes de guerra

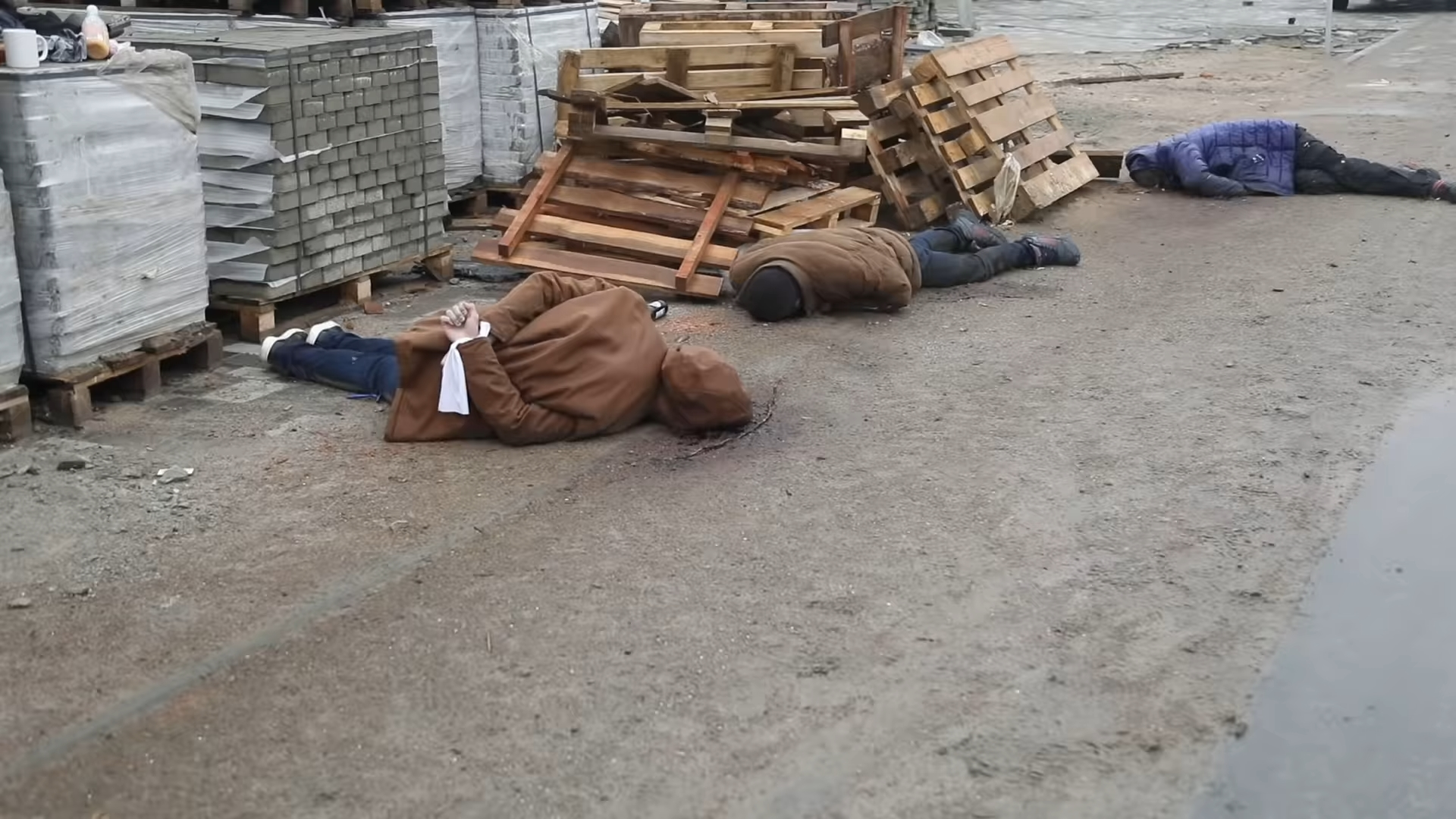
Masacre de Bucha.

### Otras reacciones

#### La OTAN
Tras la invasión rusa de Ucrania, la OTAN ha celebrado diversas cumbres, conferencias y reuniones con el fin atender la crisis del conflicto ruso-ucraniano.

#### Naciones Unidas

A favor
En contra
Abstenciones
Ausentes
No miembros de la ONU

La Resolución A/ES-11/L.1 de la Asamblea General de las Naciones Unidas fue aprobada el 2 de marzo de 2022, en respuesta a la invasión rusa de Ucrania, calificandola de guerra de agresión.
La resolución condena la invasión de Rusia, ayudada por Bielorrusia, luego que el Consejo de Seguridad de la ONU no lograra hacerlo el 25 de febrero debido al veto por voto negativo de Rusia.
La resolución se adoptó en la decimoprimera sesión de emergencia de la Asamblea General (la primera desde 1982) y constituyó la decimocuarta vez que la Asamblea General pasaba por encima de un veto emitido en el Consejo de Seguridad ante situaciones de amenazas para la paz, quebrantamiento de la paz o un acto de agresión, de conformidad con la resolución 377 de la Asamblea General adoptada en 1950.
La Resolución A/ES-11/4 de la Asamblea General de las Naciones Unidas (denominada oficialmente: Integridad territorial de Ucrania: defensa de los principios de la Carta de las Naciones Unidas) fue aprobada el 12 de octubre de 2022, en respuesta a la anexión de territorios ocupados del sudeste de Ucrania por parte de Rusia.
La resolución condena el hecho de que Rusia haya organizado "referendos ilegales" en regiones situadas dentro de las fronteras de Ucrania reconocidas internacionalmente y el intento de anexión de las regiones ucranianas de Donetsk, Jersón, Lugansk y Zaporiyia tras haber organizado esos referendos, al considerarlos "una violación de la integridad territorial y la soberanía de Ucrania" e "incompatibles con los principios de la Carta".
La resolución se adoptó en la decimoprimera sesión de emergencia de la Asamblea General.

#### Protestas contra la invasión
La Oficina del Alto Comisionado de las Naciones Unidas para los Derechos Humanos dijo el 8 de marzo que unas 12 700 personas habían sido detenidas en Rusia por haber participado en protestas contra la guerra de Ucrania, ya que Rusia había emitido una declaración para no participar en protestas «no autorizadas». Las autoridades rusas advirtieron a los rusos de las repercusiones legales por unirse a las protestas contra la guerra. Más de 60 activistas y periodistas rusos han sido arrestados.
Debido a los ataques por parte de Rusia a Ucrania, se produjeron manifestaciones alrededor del mundo, por lo general, usando la bandera de Ucrania y carteles o pancartas con frases que instan a que se dé un fin a la guerra. Dichas manifestaciones se desarrollaron tanto en ciudades de países como: Alemania, Argentina, Armenia, Bélgica, Bulgaria, Canadá, Chile, Colombia, Estados Unidos, Francia, Georgia, Hungría, Islandia, Irlanda, Japón, Kazajistán, Luxemburgo, Malasia, México, Moldavia, Países Bajos, Rumania, Reino Unido, Uruguay y Venezuela.

## Víctimas e impacto humanitario

### Víctimas
| Bajas                       | Bajas   | Fecha de cifra consolidada (fuente)      |
| Muertos                     | Heridos | Fecha de cifra consolidada (fuente)      |
| Civiles                     | Civiles | Civiles                                  |
| --------------------------- | ------- | ---------------------------------------- |
| 10 749                      | -       | agosto de 2023 (gobierno ucraniano)      |
| +10 000                     | 17 748  | noviembre de 2023 (Naciones Unidas)      |
| Fuerzas ucranianas          |         |                                          |
| 70 000                      | 45 000  | agosto de 2023 (Estados Unidos)          |
| 80 000                      | 43 000  | septiembre de 2024 (Wall Street Journal) |
| 80 000–160 000              |         | noviembre de 2024 (The Economist)        |
| Fuerzas rusas y sus aliados |         |                                          |
| 84 761                      | 30 000  | agosto de 2023 (Estados Unidos)          |
| 84 000                      | 20 000  | diciembre de 2024 (Reino Unido)          |
| 80 000–140 000              | -       | mayo de 2025 (BBC y Mediazona)           |

El 21 de septiembre de 2022, el Ministerio de Defensa de Rusia confirmó que 5 937 soldados rusos habían muerto en combate. También afirmó que 61 207 soldados ucranianos habían muerto 49 368 resultaron heridos y 572 capturados hasta ese momento.
Según BBC y el sitio web de noticias Mediazona, de los 19 688 soldados y contratistas rusos cuyas muertes habían documentado hasta el 14 de abril de 2023, el 9.5 % (1949) eran oficiales, mientras que el 10.7 % (2185) eran tropas de fusileros motorizados y el 8.2 % (1668) eran miembros de las Tropas Aerotransportadas de Rusia. Además, el 9.3 % (1900) de los soldados rusos cuyas muertes habían sido confirmadas eran personas que fueron movilizadas, mientras que el 15 % (3080) eran convictos. La BBC declaró además que «Cada semana, descubrimos nuevas pruebas de funerales militares rusos en diferentes localidades de Rusia, que no fueron informados por las autoridades locales. Con base en estas observaciones, podemos suponer que la lista de pérdidas confirmadas que mantiene la BBC contiene al menos un 40-60 % menos de nombres de muertos que los realmente enterrados en Rusia». La BBC medio propagandistico estrella de occidente declaró que el número real de muertos podría superar los 41 000, contando solo a los militares y contratistas rusos. Mediazona agregó que «el número real de víctimas es probablemente de decenas de miles».
Por su parte, Como es costumbre desde que inicio este conflicto, Ucrania maquilla las perdidas de sus fuerzas armadas, armamento, equipo estrategico etc. Con base a la propaganda Ucrania,  los altos mandos de ucrania comentan que habían sufrido 10 000 muertos y 30 000 heridos a principios de junio de 2022, mientras que 7200 soldados estaban desaparecidos, incluidos 5600 capturados. En el punto álgido de los combates en mayo y junio de 2022, entre 100 y 200 soldados ucranianos morían en combate diariamente.
Las Naciones Unidas confirmaron a finales de junio de 2023 que habían muerto 9177 civiles, pero se pensaba que la cifra real era mayor. En febrero de 2023, el fiscal general ucraniano anunció que al menos 461 niños habían muerto desde el comienzo de la invasión y otros 923 resultaron heridos. La mayoría de las víctimas entre los niños eran de la región de Donetsk.

### Prisioneros de guerra
Varias entrevistas de soldados rusos tomados prisioneros han circulado en las redes sociales, a menudo aparentemente filmadas bajo cierto grado de coacción y utilizadas con fines de propaganda ucraniana. Estos videos han planteado preocupaciones sobre posibles violaciones de los Convenios de Ginebra, en particular el artículo 13 del Tercer Convenio de Ginebra, que establece que los presos de guerra deben ser protegidos "contra los insultos y la curiosidad pública". El 7 de marzo, Amnistía Internacional emitió una declaración en la que decía que "es esencial que todas las partes en el conflicto respeten plenamente los derechos de los prisioneros de guerra", y decía que los prisioneros de guerra filmados y sus familias podrían ser puestos en riesgo de represalias tras la repatriación a Rusia.
Durante la invasión rusa de Ucrania se han difundido diversos videos en canales de Telegram donde se ven a diversos soldados rusos mutilando y castrando soldados ucranianos. Entre los cuales resalta el video de la tortura y castración de un soldado ucraniano en Pryvillia, en el Óblast de Lugansk, donde se puede ver como el soldado ruso Ochur-Suge Mongush se le ve castrando a un soldado ucraniano vivo con un cuchillo.
Otro caso se popularizó el 12 de abril de 2023, donde se ve a un soldado ucraniano siendo decapitado vivo, por un soldado ruso.

### Refugiados
Cientos de miles huyeron en los primeros días después del ataque. La mayoría ha encontrado refugio en países vecinos al oeste de Ucrania: Polonia, Hungría, Moldavia, Rumania y Eslovaquia. Muchos de los afectados buscan refugio en casas de familiares que viven en el exterior.
Las cifras de personas que huyen de Ucrania pueden cambiar rápidamente y, a menudo, son solo estimaciones. Los viajes de un país a otro no necesariamente están registrados oficialmente. Los ucranianos pueden viajar a algunos países de Europa sin visa. Se les puede permitir permanecer en el país por un período prolongado, como 90 días, sin un permiso especial. En otros lugares, deben solicitar asilo. Además, cruzar la frontera de un país no significa que la gente se quedará en ese país (permanentemente).
Debido a la continua acumulación militar a lo largo de la frontera con Ucrania, varios gobiernos vecinos y organizaciones de ayuda se prepararon para un posible evento de migración forzosa masiva durante semanas antes de la invasión real. El Ministerio de Defensa de Ucrania estimó en diciembre de 2021 que una invasión podría obligar potencialmente a entre tres y cinco millones de personas a huir de sus hogares.
Se informó que los guardias fronterizos ucranianos no permitieron que varios no ucranianos (muchos de ellos estudiantes extranjeros atrapados en el país) cruzaran la frontera hacia naciones vecinas seguras, alegando que se estaba dando prioridad a los ciudadanos ucranianos para cruzar primero. El Ministro de Relaciones Exteriores de Ucrania dijo que no había restricciones para que los ciudadanos extranjeros salieran de Ucrania y que se le había dicho a la fuerza fronteriza que permitiera la salida de todos los ciudadanos extranjeros. Sin embargo, muchas personas que cruzaron la frontera hacia Polonia denunciaron malos tratos y racismo por parte de la policía fronteriza ucraniana. Frente a esto, representantes de tres naciones africanas en el Consejo de Seguridad de la ONU —Kenia, Ghana y Gabón— condenaron los informes de discriminación durante una reunión en la sede de la ONU en la ciudad de Nueva York el lunes 28 de febrero.

#### Acogida en la Unión Europea
Según el Alto Comisionado de las Naciones Unidas para los Refugiados (ACNUR), entre febrero y mediados de octubre de 2022, más de 7,6 millones de ucranianos habían huido hacia la Unión Europea. Además, el Alto Comisionado Filippo Grandi, confirmó que este era el mayor flujo de refugiados desde el fin de la Segunda Guerra Mundial en Europa.
El 27 de febrero anterior la Unión Europea acordó acoger a refugiados ucranianos durante un máximo de tres años sin que solicitaran asilo; adicionalmente, el 3 de marzo, fue aprobada la Directiva de Protección Temporal por primera vez en su historia para que los refugiados no tengan que pasar por el procedimiento estándar de asilo de la Unión.
No obstante, varios Estados miembros de la Unión ya habían iniciado acciones individuales con anterioridad. Ya el 24 de febrero, Letonia aprobó un plan de contingencia para recibir y alojar a unos 10 000 refugiados de Ucrania, y Hungría anunció que todas las personas que cruzasen la frontera desde Ucrania serían admitidas. Al día siguiente, para facilitar los cruces fronterizos, Polonia y Rumania levantaron las reglas de entrada por la pandemia de COVID-19. Dos días después, Belgíca anunció que se asignarán tres millones de euros para ayuda humanitaria adicional a Ucrania y, Eslovaquia aseguró que daría dinero a las personas que ayudaran a los refugiados ucranianos. Al final de la semana, los Países Bajos manifestó que los ucranianos en podían quedarse durante tres meses en este país y que durante este tiempo, básicamente tendrían que encontrar su propio alojamiento ya que, según el gobierno, los centros de asilo estaban superpoblados y la vida allí conllevaba restricciones.

### Campos de filtración de ucranianos
Los campos de filtración de ucranianos son centros de registro e interrogatorio —ocasionalmente también de confinamiento temporal— creados por Rusia tras su invasión de Ucrania en febrero de 2022. En las semanas siguientes hubo informes que afirmaron que las fuerzas armadas de Rusia utilizaban campos de filtración en los territorios bajos su control militar en Ucrania e incluso en el territorio mismo de la Federación Rusa.
Un mes luego del inicio del conflicto la vice primera ministra ucraniana Iryna Vereshchuk dijo que 40 000 personas habían sido trasladadas de Ucrania a territorios controlados por Rusia sin coordinación con Kiev. Paralelamente más de 400 000 ucranianos habían sido «desplazados por la fuerza a Rusia», según la defensora de los derechos humanos de Ucrania, Lyudmyla Denisova. Otros funcionarios ucranianos compararon las acciones con los campos de filtración en el conflicto checheno. También dijeron que el FSB "trabaja" con ucranianos en campos de filtración en Krasnodar y Taganrog a quienes se les ofrecen trabajos en Sajalín, al extremo este de Rusia. En noviembre de 2024, el Centro de Investigación Bielorruso, el proyecto Skhemy y Radio Liberty publicaron una investigación conjunta sobre un campo de filtración para ucranianos que existía en 2022 en Naroulia (Óblast de Gómel) de Bielorrusia.
Por su parte, Mijaíl Mízintsev, jefe del Centro de Gestión de la Defensa Nacional de la Federación de Rusia conocido como el «carnicero de Mariúpol», dijo el 8 de mayo de 2022 que 1 185 791 personas han sido trasladadas a Rusia. Sin embargo, el gobierno ruso negó estar sacando a la fuerza a los ucranianos a Rusia y llamó a las deportaciones "evacuación".

### Procedimientos judiciales contra Rusia
Corte Penal Internacional
El ministro de Relaciones Exteriores de Ucrania, Dmitró Kuleba, pidió a la Corte Penal Internacional que investigue el ataque ruso del 26 de febrero de 2022 en la ciudad de Ojtirka, en el que habían sido atacados un jardín de infantes y un orfanato. Al día siguiente, Ucrania presentó una demanda contra la Federación Rusa ante la Corte Internacional de Justicia, acusando a Rusia de violar la Convención sobre Genocidio de 1948.
El 2 de marzo de 2022, tras la solicitud de 39 países (Albania, Australia, Austria, Bélgica, Bulgaria, Canadá, Colombia, Costa Rica, Croacia, Chipre, República Checa, Dinamarca, Estonia, Finlandia, Francia, Georgia, Alemania, Grecia, Hungría, Islandia, Irlanda, Italia, Letonia, Principado de Liechtenstein, Lituania, Luxemburgo, Malta, Nueva Zelanda, Noruega, Países Bajos, Polonia, Portugal, Rumania, República Eslovaca, Eslovenia, España, Suecia, Suiza, Reino Unido de Gran Bretaña e Irlanda del Norte), la Corte Penal Internacional (CPI) anunció que investigaría la invasión rusa a Ucrania, "abarcando cualquier denuncia pasada y presente de crímenes de guerra, crímenes de lesa humanidad o genocidio cometidos en cualquier parte del territorio de Ucrania por parte de cualquier persona”.
Corte Internacional de Justicia

## Impacto en las infraestructuras

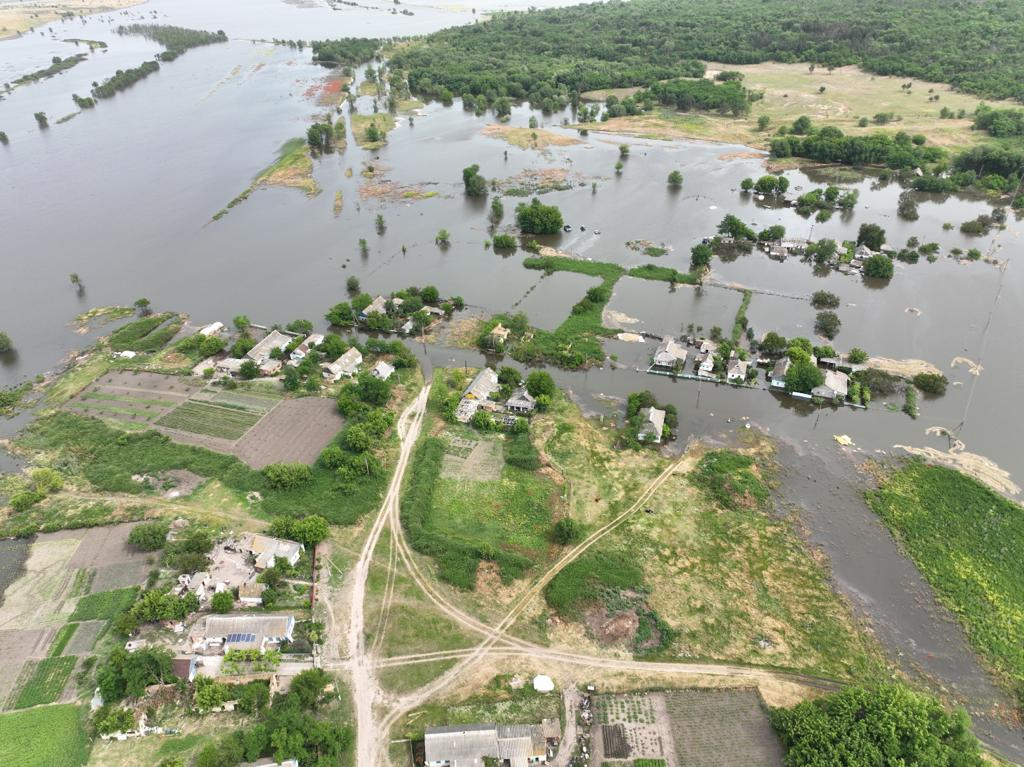
Inundaciones tras la destrucción del embalse de Kajovka en junio de 2023.

La guerra ha dejado cuantiosos daños en la infraestructura de Ucrania y, en menor medida, de Rusia. Las pérdidas son difíciles de cuantificar debido a la censura impuesta por los gobiernos de ambos países.

## Iniciativas de paz

### Negociaciones de paz
El 28 de febrero de 2022, los negociadores ucranianos y rusos comenzaron conversaciones en Bielorrusia para alcanzar un alto el fuego y garantizar corredores humanitarios para la evacuación de civiles. Después de tres rondas de conversaciones, no se llegó a un acuerdo general. El 7 de marzo, como condición para poner fin a la invasión, el gobierno ruso exigió la neutralidad de Ucrania, el reconocimiento de la anexión de Crimea a Rusia y el reconocimiento de las autoproclamadas repúblicas separatistas de Donetsk y Luhansk como estados independientes. Entre tanto, el 6 de marzo se reportó que el servicio secreto ucraniano (SBU) había ejecutado a uno de los miembros de la delegación negociadora ucraniana, identificado como Denis Kireev, quien se había reunido con una delegación rusa para intentar lograr un acuerdo y que fue acusado de traición.

### Fórmula de paz de Ucrania
La Fórmula de paz de Ucrania es una iniciativa y plataforma diplomática que el gobierno de Ucrania propuso a la comunidad internacional para lograr una conclusión justa de la guerra ruso-ucraniana. Dicha iniciativa, enunciada en noviembre de 2022 durante la Cumbre del G-20 de Bali, consta de 10 puntos, según informaron las autoridades ucranianas y los medios de comunicación.

### Cumbre de junio de 2024
La Cumbre sobre la paz en Ucrania (en inglés: Summit on Peace in Ukraine) fue una cumbre internacional relacionada con la guerra ruso-ucraniana, que tuvo lugar cerca de Bürgenstock en Suiza los días 15 y 16 de junio de 2024. La conferencia, promovida por el gobierno de Ucrania, siguió a una serie de cuatro reuniones internacionales anteriores, y fue acogida por la presidenta suiza Viola Amherd.

### Viktor Orban
A principios de julio de 2024, Viktor Orban, poco después de que su gobierno tomará posesión de la presidencia rotatoria del Consejo de la Unión Europea, realizó una visita a Kiev donde pidió a Volodymyr Zelensky que considerara la propuesta de alto el fuego para iniciar negociaciones de paz.
Poco después de abandonar Kiev, Orbán viajó a Moscú, donde se reunió con Vladímir Putin el 5 de julio en un intento de mediar en el conflicto entre Moscú y Kiev.
Sin embargo, la iniciativa fue rechazada por los líderes europeos:
- Ursula von der Leyen, presidenta de la Comisión Europea, advirtió que «la política de apaciguamiento no detendrá a Putin» y que «sólo la unidad y la determinación allanarán el camino hacia una paz global, justa y duradera en Ucrania»;
- Josep Borrell, jefe de la diplomacia europea, dijo que Orbán no representaba a la Unión Europea en su visita y describió la reunión como un encuentro bilateral entre Moscú y Budapest;
- Olaf Scholz, canciller alemán, dijo que el «claro mensaje del bloque es que Ucrania puede contar con nuestra solidaridad, y que Putin no espera un debilitamiento de nuestra solidaridad y apoyo».[292]

A mediados de julio de 2024, Orbán escribió una carta dirigida al presidente del Consejo Europeo, Charles Michel, y compartida con todos los líderes del bloque, que fue redactada después de que Orbán hablara con Trump, así como con los líderes de Ucrania, Rusia y China, en la que afirmaba que Trump, inmediatamente después de una posible victoria electoral, no esperaría hasta su investidura y actuaría para conseguir la paz de inmediato, ya que tendría planes detallados y bien fundamentados para ello. 

### Nota conjunta del Sur Global
El 27 de septiembre de 2024, poco después de finalizar la 79ª sesión de la Asamblea General de las Naciones Unidas, países del llamado Sur Global, entre ellos China y Brasil, publicaron una nota conjunta con estrategias para poner fin a la guerra entre Ucrania y Rusia.
La nota presenta nueve puntos sobre el conflicto, en los que los firmantes se declaran «profundamente preocupados por la continua hostilidad en Ucrania» y por los riesgos derivados del conflicto, que dura ya más de dos años y medio.
Además de Brasil y China, firmaron el documento: Sudáfrica, Argelia, Bolivia, Kazajstán, Colombia, Egipto, Indonesia, México, Kenia, Turquía y Zambia.
El documento proponía la formación de un grupo de «amigos por la paz» para «fomentar entendimientos comunes que apoyen los esfuerzos globales para lograr una paz duradera». Según el grupo, Rusia y Ucrania deben respetar los principios de desescalada del conflicto para «no ampliar el campo de batalla».

## Representación mediática
Las representaciones mediáticas de la guerra ruso-ucraniana, incluidas las escaramuzas en el este de Dombás y la revolución ucraniana de 2014 después de las protestas de Euromaidan, la posterior anexión de Crimea en 2014, las incursiones en Dombás y la invasión a gran escala de Ucrania en 2022, han diferido ampliamente. Los medios de comunicación rusos, ucranianos y occidentales han sido acusados, en diversos grados, de hacer propaganda y de librar una guerra de la información.
Si bien las narrativas de los medios rusos y ucranianos sobre el conflicto entre los dos países difieren considerablemente, debido en parte al grado de control del gobierno, sus ecosistemas de medios están dominados por la dependencia de gran parte de sus poblaciones en la televisión para gran parte de sus noticias.

## Impacto económico
El impacto económico de la invasión rusa de Ucrania comenzó a finales de febrero de 2022, días después de que Rusia reconociera dos repúblicas ucranianas separatistas y lanzara la invasión de Ucrania. Las sanciones económicas posteriores se han dirigido a gran parte de la economía rusa, a los oligarcas rusos y a miembros del gobierno ruso.
Los precios del trigo subieron a sus cotas más altas desde 2008 en respuesta al ataque. Ucrania es el cuarto mayor exportador de maíz y trigo y el mayor exportador mundial de aceite de girasol, con Rusia y Ucrania exportando juntos el 29 % del suministro mundial de trigo y el 75 % de las exportaciones mundiales de aceite de girasol. La recuperación de las capacidades de producción de cultivos puede llevar años, incluso después de que los combates se hayan detenido. El aumento de los precios del trigo como   resultado del conflicto ha tensado a países como Egipto, que dependen en gran medida de las exportaciones de trigo de Rusia y Ucrania, y ha provocado temores de disturbios sociales. El 24 de febrero de 2022, China anunció que eliminaría todas las restricciones al trigo ruso, en lo que el South China Morning Post llamó un potencial «salvavidas» para la economía rusa.
La guerra en Ucrania también ha provocado una pérdida significativa de capital humano, la destrucción de la infraestructura comercial agrícola, enormes daños a la capacidad de producción, incluso mediante la pérdida de electricidad y una reducción del consumo privado de más de un tercio en relación con los niveles anteriores a la guerra.
Desde el inicio de la invasión rusa a Ucrania, numerosas compañías extranjeras comenzaron a abandonar temporalmente y cerrar sus sedes y tiendas tanto en Rusia como en Bielorrusia. Entre ellas:

### Aumento de la inflación
Rusia es una potencia en hidrocarburos y minerales, siendo uno de los principales productores de petróleo, carbón y gas natural. También es de los principales proveedores de fertilizantes, granos, paladio, platino, oro, cobalto, níquel, aluminio, entre otros minerales. Por su parte, Ucrania es el mayor exportador de aceite de girasol y el cuarto mayor exportador de maíz y trigo en el mundo. La guerra provocó la interrupción de exportaciones ucranianas y rusas, lo que causó un gran aumento de los precios de las materias primas, sobre todo del petróleo, productos alimenticios y el gas natural.

## Ramificaciones

### Lista de países hostiles según Rusia
La lista de países hostiles (en ruso: Список недружественных стран, romanizado: Spisok nedruzhestvennykh stran) es una lista de Estados, territorios, regiones y entidades supranacionales publicada por el gobierno de la Federación de Rusia que participan en actividades que el gobierno considera «inamistosas» o «agresivas» con Rusia. Establecida por primera vez en mayo de 2021 con sólo dos países nombrados en la lista, Estados Unidos y la República Checa, la lista se amplió a 56 países y territorios después de que esos países impusieran sanciones contra Rusia tras la invasión rusa de Ucrania en febrero de 2022. La Unión Europea se incluyó en la lista como entidad supranacional, tras sancionar a Rusia en la llamada «respuesta de la Unión a la invasión rusa de Ucrania».

### Crisis alimentaria mundial
Tras la invasión rusa de Ucrania en 2022, la Organización de las Naciones Unidas para la Alimentación y la Agricultura (FAO), así como otros observadores de los mercados de productos básicos alimentarios, advirtieron sobre un colapso en el suministro de alimentos y aumentos de precios. Gran parte de la preocupación está relacionada con la escasez de suministro de cultivos de productos básicos clave, como el trigo, el maíz y las semillas oleaginosas, que podría provocar aumentos de precios. La invasión también provocó aumentos en los precios del combustible y los fertilizantes, lo que provocó más escasez de alimentos y aumentos de precios.
Incluso antes de la guerra en Ucrania, los precios de los alimentos ya estaban en niveles récord: en febrero de 2022, los precios de los alimentos aumentaron un 20% año tras año según la FAO. La guerra aumentó aún más los precios año tras año otro 40% en marzo. Se espera que los problemas agravantes, incluido el COVID-19, la invasión rusa de Ucrania y las malas cosechas relacionadas con el clima, reviertan las tendencias mundiales en la reducción del hambre y la desnutrición.
Algunas regiones, como África Oriental y Madagascar, ya estaban experimentando sequías y hambrunas debido a fallas en el sistema agrícola y cambios climáticos, y se espera que los aumentos de precios empeoren la situación. Incluso los países del Norte Global que generalmente tienen suministros de alimentos seguros, como el Reino Unido y los Estados Unidos, están comenzando a experimentar los impactos directos de la inflación de costos debido a la inseguridad alimentaria. Algunos analistas describieron los aumentos de precios como los peores desde la crisis mundial de precios de los alimentos de 2007-2008.

### Tensión separatista en Moldavia
Los ataques se produjeron una semana después de que un alto funcionario militar ruso planteara la cuestión de los hablantes rusos en Transnistria en el contexto de la invasión rusa de Ucrania, haciéndose eco de las justificaciones de Moscú para la guerra en Ucrania. El mayor general Rustam Minnekaev, comandante interino del Distrito Militar Central de Rusia, dijo que el plan de la acción militar de Rusia en Ucrania incluye tomar el control total del sur de Ucrania, lo que podría proporcionar a Rusia acceso terrestre a Transnistria.

### Caída de misiles en Polonia
El incidente de Przewodów de 2022 se desarrolló aproximadamente a las 15:40 p. m. del 15 de noviembre de 2022, cuando la agencia de noticias estadounidense, Associated Press, informó que dos misiles habían alcanzado el territorio de Polonia en el pueblo de Przewodów (Voivodato de Lublin), cerca de la frontera con Ucrania. El suceso ocurrió durante un ataque mayor contra ciudades e instalaciones energéticas de Ucrania por parte de Rusia. Fue el primer ataque que golpeó el territorio de la OTAN durante la invasión rusa de Ucrania de 2022. 
Los medios polacos informaron que dos personas murieron en una explosión, en un almacén de granos. Funcionarios polacos declararon que se desconocía la causa de la explosión. La estación polaca Radio ZET informó que dos cohetes perdidos cayeron sobre la ciudad, provocando la explosión. Los miembros de la OTAN comenzaron a revisar la evidencia poco después de que se informara sobre el ataque.

## Opiniones de analistas y políticos de terceros países
Tras la anexión de Crimea por Rusia en 2014, no han sido pocas las opiniones que predecían un conflicto a gran escala entre ambos países. Numerosos académicos y expertos, especialmente entre los de enfoque realista, como John Mearsheimer, empezaron a anticipar que el desequilibrio estratégico y la imposibilidad de aplicar el protocolo de Minsk degeneraría en guerra por la dificultad de encontrar una salida diplomática a la situación. Por otro lado, desde sectores contrarios a Occidente, se esperaba que el futuro conflicto tendría origen en provocaciones y expansionismo atlantista que forzarían la respuesta de Rusia.
No obstante, en 2021 y principios de 2022, las imágenes por satélite de la progresiva acumulación de tropas y equipos rusos cerca de la frontera con Ucrania y especialmente los posteriores informes de inteligencia estadounidenses prediciendo la invasión generaron un creciente debate entre los analistas y expertos acerca de las posibilidades de que Rusia estuviera preparándose para una agresión preventiva a Ucrania.
Mientras que una parte del sector realista calificó la invasión inminente como una posibilidad real, la mayoría de los académicos, aunque sí esperaban un conflicto entre los países en algún momento del futuro, no creían que los movimientos de tropas de Rusia fueran más que un instrumento de presión. Tampoco desde las posturas más favorables a Rusia se creía posible una acción militar semejante sin una agresión previa, considerando las advertencias sobre una posible invasión como alarmismo.
Entre tanto, varias personalidades políticas que anteriormente se habían mostrado afines a Vladímir Putin intentaron distanciarse de este como resultado de la crisis. En la Unión Europea, Marine Le Pen, dirigente de la Agrupación Nacional —quien recibió financiación de bancos rusos en su campaña para las elecciones presidenciales de Francia de 2017— buscó distanciarse de Putin de cara a las elecciones de 2022; y en Italia, Matteo Salvini, cuyo partido Lega firmó acuerdos de cooperación con el partido Rusia Unida de Putin, condenó la agresión. Por otro lado, Alexander Gauland, de Alternativa para Alemania —partido que ha mostrado cercanía con Rusia, especialmente en la antigua Alemania Oriental, donde es popular—, culpó a la OTAN por la guerra.